# Guerre contre le terrorisme
Batailles
Conflits et opérations terminés
- Guerre civile algérienne
- Guerre d'Afghanistan (1992-1996)
- Opération Raisins de la colère
- Guerre d'Afghanistan (1996-2001)
- Seconde intifada
- Guerre d'Afghanistan (2001-2021)
- Crise de la vallée de Pankissi
- Guerre d'Irak
- Opération Arc-en-ciel
- Guerre du Saada
- Opération Jours de pénitence
- Opération Pluies d'été
- Conflit israélo-libanais de 2006
- Guerre de Gaza de 2008-2009
- Conflit au Liban (2011-2017)
- Confrontation israélo-palestinienne de 2011
- Confrontation entre Israël et la bande de Gaza en 2012
- Guerre de Gaza de 2012
- Opération Serval
- Seconde guerre civile irakienne
- Deuxième guerre civile libyenne
- Guerre de Gaza de 2014
- Regain de violence entre Israël et la Palestine

Conflits et opérations en cours
- Troubles dans la région autonome ouïghoure du Xinjiang
- Insurrection moro aux Philippines
- Insurrection au Jammu-et-Cachemire
- Guerre civile somalienne
- Insurrection djihadiste au Yémen
- Guérilla en Ciscaucasie
- Guerre du Sahel
- Insurrection islamiste au Pakistan
- Insurrection houthiste au Yémen
- Guerre civile somalienne (depuis 2006)
- Insurrection de Boko Haram
- Insurrection du Sinaï
- Guerre civile syrienne
- Intervention militaire du Kenya en Somalie
- Insurrection djihadiste en Tunisie
- Guerre du Mali
- Guerre civile yéménite
- Opération Barkhane
- Opérations aériennes de la coalition internationale en Syrie
- Coalition internationale en Irak et en Syrie
- Intervention militaire de la Russie en Syrie
- Insurrection djihadiste au Burkina Faso
- Insurrection djihadiste au Mozambique

La « guerre contre le terrorisme » ou « guerre contre la terreur » (« War on Terrorism », « War on Terror » ou « Global War on Terror », GWOT) est le nom donné par l’administration américaine du président George W. Bush à ses campagnes militaires faites en réplique aux attentats du 11 septembre 2001. Ce terme n'est plus employé dans l'administration américaine depuis l'entrée en fonction de l'administration Obama en 2009.
La notion, déjà utilisée au début de la présidence Reagan, refait surface dès la présidence de Bill Clinton confrontée à la montée du terrorisme international,, et sous forme de recommandations alarmantes émises dès le mois de juin 2000 qui évoquent déjà les menaces et le scénario qui devaient se concrétiser l'année suivante.
Le terme de « Guerre contre le terrorisme » est cependant critiqué pour son non-sens sémantique ; le terrorisme n'étant pas une entité mais un mode d'action.
La « guerre contre le terrorisme » consiste en plusieurs actions policières, politiques et militaires du gouvernement des États-Unis, appuyé par différents alliés dont l’OTAN, contre différentes organisations liées au terrorisme islamiste, en premier lieu desquelles Al-Qaïda. Ces opérations antiterroristes sont appuyées par une coordination au niveau de l’ONU de divers comités créés par le Conseil de sécurité des Nations unies, qui par la résolution 1373 du 28 septembre 2001 oblige tous les États membres de l'ONU à prendre des mesures législatives contre le terrorisme.
Cette campagne se démarque de la lutte antiterroriste traditionnelle par des actions militaires de grande ampleur à l’étranger, un interventionnisme actif, le fait qu'elle s'oppose non à un État (définition d'une guerre en droit international public) mais à des groupes non étatiques (Al-Qaïda en premier lieu), et qu'elle n'ait pas de terme défini, ce qui a conduit un certain nombre de commentateurs à critiquer la mise en place d'un « état d'exception permanent »[Qui ?]. Elle débouche sur la théorisation du concept de « guerres préventives » contre les États accusés d’abriter des groupes terroristes ou susceptibles de leur fournir des « armes de destruction massive », cause de l'invasion de l'Irak en 2003 qui s'est juxtaposée à la guerre d'Afghanistan entamée dès octobre 2001. Outre une lutte directe (démantèlement des cellules terroristes, la destruction des camps d’entraînement, etc.), la guerre contre le terrorisme signifie aussi des enquêtes et les pressions sur les gouvernements, organisations et personnes soutenant les organisations terroristes, et le gel des avoirs soupçonnés d’appartenir ou de servir à des groupes terroristes. Elle comprend aussi les aides financières aux pays participant à la lutte contre le terrorisme, l’accroissement de la coopération policière internationale ainsi que de la coopération entre services de renseignement (mise en place d'Alliance Base, dont le siège est à Paris), les tentatives de réorganisation politique du Moyen-Orient décidée par l'administration Bush (projet du « Grand Moyen-Orient » porté par les néoconservateurs).
L'ONG Amnesty International a recensé et dénoncé des centaines de cas de torture et d’autres graves violations des droits humains (camp de Guantánamo, extraordinary renditions, sites noirs de la CIA, etc.) commis dans le cadre de cette nouvelle politique.

## Question de la dénomination
- Dans le premier mois suivant les attentats du 11 septembre 2001, le président George W. Bush avait commencé à parler de « croisade contre le terrorisme » (employant nommément le mot crusade) ; la formule fut abandonnée à l'instigation de ses conseillers, craignant qu’elle ne rappelle excessivement l’époque historique des Croisades en Terre sainte, alimentant ainsi une guerre des religions.
- En juillet 2005, des membres de l’administration américaine ont tenté d’imposer le terme global struggle against violent extremism (« combat mondial contre l'extrémisme violent ») pour mieux prendre en compte les dimensions politique et idéologique de ce conflit. Les néoconservateurs préfèrent souvent parler de Quatrième Guerre mondiale (World War III, World War IV), la troisième guerre mondiale étant censée être la guerre froide.
- Lire également le paragraphe « Une expression contestée » en fin d’article.

## Contexte

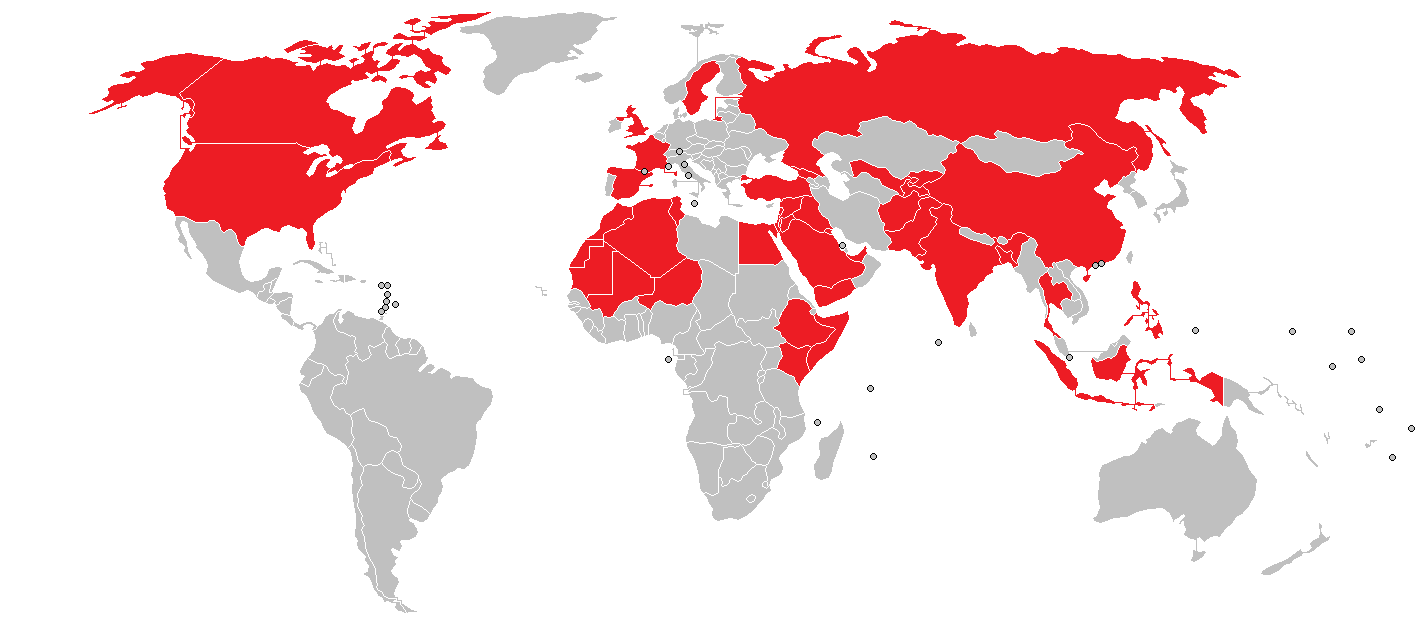
Pays cibles d’attentats terroristes islamistes du 11 septembre 2001 à 2011.

Des organisations terroristes commencèrent à cibler les États-Unis et leurs alliés dès les années 1990. L’attentat du World Trade Center en 1993, probablement organisé par Al-Qaïda, a été le premier d’une série d’attaques ciblant les Américains, suivi par l’attentat des tours de Khobar en Arabie saoudite et, en 1998, par les attentats des ambassades américaines en Afrique, en Tanzanie et au Kenya (qui auraient également été perpétrés par Al-Qaïda). Le « Front mondial islamiste (ar) » déclare le 23 février 1998 que « tuer les Américains et leurs alliés — civils ou militaires — est un devoir pour chaque musulman qui peut le faire dans tout pays dans lequel il est possible de le faire ».
Dès ces années, l'administration Clinton promulgue des lois anti-terroristes, dont le Antiterrorism and Effective Death Penalty Act of 1996 et le Illegal Immigration and Migrant's Responsibility Act qui durcit les conditions d'immigration aux États-Unis.
Après les attentats en Tanzanie et au Kenya, le Président Bill Clinton lança l’opération Infinite Reach, une campagne de bombardements au Soudan et en Afghanistan contre des cibles associés à al-Qaeda,. Les frappes échouèrent à neutraliser les principaux chefs terroristes. Peu après vinrent les complots terroristes du passage à l'an 2000 qui ciblaient entre autres l’aéroport international de Los Angeles. En octobre 2000, ce fut l’attentat de l'USS Cole, un navire américain, au Yémen, suivi un an plus tard par les attentats du 11 septembre 2001.
Les attentats du 11 septembre créèrent une demande immédiate de la part des États-Unis pour une réponse décisive, menant à l’invasion de l’Afghanistan, au motif que le régime taliban abritait les camps d'entraînement de Ben Laden. L'invasion eut lieu d'abord sous le nom de code « opération Enduring Freedom », conduisant à la chute des talibans.
En 2001, les Nations unies ont adopté la résolution 1373, sous le chapitre VII de la Charte des Nations unies, ce qui lui donne une force obligatoire pour tout État signataire. Cette résolution, première dans le droit international par son caractère impératif (le Conseil de sécurité se faisant pour l'occasion un quasi-organe législatif mondial) oblige tout États à pénaliser l’assistance aux activités terroristes et à mettre fin à leurs supports financiers, et exige le partage obligatoire des informations sur des groupes planifiant des actes terroristes. La résolution 1373 exige aussi des États qu'ils mettent en place un contrôle strict des migrations, notamment en « sécurisant » les frontières, etc. Dans cette mesure, elle a joué un rôle non négligeable dans la mise en place de passeports biométriques, ou de bases de données telles que, dans l'Union européenne (UE), EURODAC.
En 2005, le Conseil de Sécurité adopta également la résolution 1624 concernant l’incitation aux actes terroristes, accompagnée d'une mesure exigeant le respect des droits de l'homme dans le cadre de la lutte anti-terroriste.

## Chronologie

### Cible américaine
Dans les déclarations des terroristes islamistes, les États-Unis sont souvent considérés comme « le Grand Satan » ou l’« empire du mal » (terme utilisé par Reagan pour stigmatiser l'URSS). En effet, tout oppose la société américaine telle qu’elle est perçue dans ses productions culturelles (films, musique populaire, avec des femmes dénudées, par exemple) à la société souhaitée par les islamistes radicaux. Des problèmes géopolitiques récurrents comme le conflit israélo-palestinien font que les États-Unis sont perçus comme l’allié indéfectible d’Israël, dont l’existence est refusée par ces mêmes mouvements. Ainsi, super-puissance alliée aux ennemis « intimes », les États-Unis sont la cible principale (bien que souvent indirectement) des terroristes islamistes.

### Mobilisation
Ces agressions sont vécues comme un véritable traumatisme par une très grande partie de la population, qui les associe à l’attaque de Pearl Harbor par les Japonais en 1941, sans déclaration de guerre préalable. Les États-Unis se sentent en guerre, et l'administration Bush décrète la mobilisation nationale, suivie en cela par les médias américains. En France, Le Monde titre dans son édition datée du 13 septembre 2001: « Nous sommes tous Américains ». Le choc est transmis à l'ensemble de la planète, les images de l'effondrement des deux tours inlassablement diffusées sur les écrans, tandis que le Conseil de sécurité de l'ONU apporte son soutien immédiat (résolution 1373 précitée).
Washington met immédiatement en place toute une série de mesures visant à détruire les groupes terroristes et à protéger la population, le territoire, le mode de vie, les valeurs et les intérêts des États-Unis.
La première mesure[réf. nécessaire], le 11 septembre, fut de faire atterrir tous les avions civils survolant l’espace aérien des États-Unis, quelques heures après les attentats, et d’empêcher les autres avions d’y pénétrer ; avec plusieurs exceptions pour quelques avions privés, dont un avion saoudien qui a permis à des membres de la famille Ben Laden de sortir du pays — détail que relèvent certains opposants à George W. Bush (dont le cinéaste Michael Moore).

### Perspectives

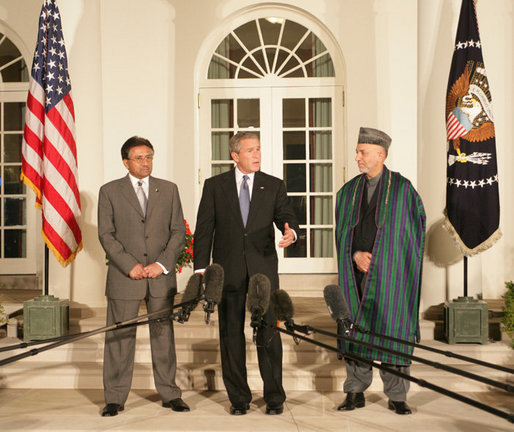
Pervez Musharraf, George W. Bush et Hamid Karzai à la Maison-Blanche le 27 septembre 2006; le repositionnement géostratégique des forces militaires des États-Unis autour de l’« arc du terrorisme » concerne au premier chef le Pakistan dans les zones tribales, frontalières avec les parties de l’Afghanistan où persiste un appui aux talibans dans les villages de montagne.

Dans son discours sur l'état de l'Union de 2002, George W. Bush utilisa l’expression « axe du Mal » pour désigner des pays accusés de supporter le terrorisme comme l’Irak, l’Iran ou la Corée du Nord. Cette expression marqua un élargissement considérable des visées de ladite « guerre contre le terrorisme », dans la mesure où elle n'englobait plus seulement la lutte contre al-Qaïda, mais, en principe du moins, contre toute forme de terrorisme, ou du moins contre ce que Washington appelait « États voyous » (expression d'abord utilisée par Reagan, à propos de la Libye, dans les années 1980).
L'amalgame entre la Corée du Nord et l'Irak se justifiait, aux yeux de la Maison-Blanche, par la présence alléguée d'un programme d'armes de destruction massive (essentiellement d'un programme nucléaire) dans les deux pays. La suite des événements montra que l'Irak ne possédait pas de tel programme, suscitant un tollé international : il ne s'agissait là que d'un prétexte pour justifier l'invasion de l'Irak, déclenchée le 19 mars 2003 avec l'opération liberté irakienne. Paris s'était pour l'occasion opposée à Washington, le président Chirac envoyant le ministre des Affaires étrangères Dominique de Villepin à la tribune de l'ONU pour dissuader les Nations unies de donner leur blanc-seing à l'opération, ce qui permit le rejet de la résolution américaine présenté par Colin Powell. L'opération marqua un succès dans l'opinion publique internationale, tandis qu'elle suscita un boycott aux États-Unis à propos des produits français (par exemple, les frites étant rebaptisées Freedom fries).
Quant à l'Iran, sa présence aux côtés de la Corée du Nord et de l'Irak se justifiait, aux yeux de Bush, à la fois par ses velléités de nucléarisation, et par son caractère de régime islamiste. Toutefois, le régime des mollahs est chiite, et donc peu tendre avec les sunnites radicaux qui forment les troupes d'Al-Qaïda. L'Arabie saoudite, véritable bastion du wahhabisme et du salafisme, idéologies sunnites radicales sur lesquelles Al-Qaïda a prospéré, n'a pas été inquiétée ni citée dans ce discours. Riyad demeurait en effet, au moins en surface, un fidèle allié de Washington et un acteur important dans le pétrole. En outre, l'accueil sur le territoire saoudien, hébergeant des sites sacrés de l'islam (La Mecque, Médine, etc.), de soldats américains lors de la première guerre du Golfe, avait exposé le roi Fahd à des accusations d'« infidélité » de la part de Ben Laden.
Le régime de Saddam Hussein tombe en avril 2003, mais l'opération liberté irakienne est le prélude d'une guérilla contre l'occupant américain, doublée d'une guerre civile opposant en particulier sunnites, chiites et Kurdes, qui perdure jusqu'en 2015 (au moins). Occupé par ce conflit, les États-Unis délaissent quelque peu le terrain afghan après les accords de Bonn (5 décembre 2001) qui préparent la mise en place d'un gouvernement post-taliban, présidé par Hamid Karzai. Mais alors que le conflit en Irak s'envenime, l'Afghanistan ne parvient pas à se stabiliser. Progressivement, la situation empire, les attentats-suicides, jusqu'alors très peu répandus en Afghanistan, y font leur apparition (25 en 2005; 136 en 2006), ainsi que les prises d'otages, techniques massivement utilisées en Irak. Lorsque Bush passe le relais au nouveau président Barack Obama en 2009, la situation s'est gravement détériorée : les talibans ont repris une influence préoccupante, conduisant notamment à l'ouverture d'un nouveau front au Waziristan, zones frontalières entre le Pakistan et l'Afghanistan, qui met ainsi en péril la stabilité toute relative du régime pakistanais.

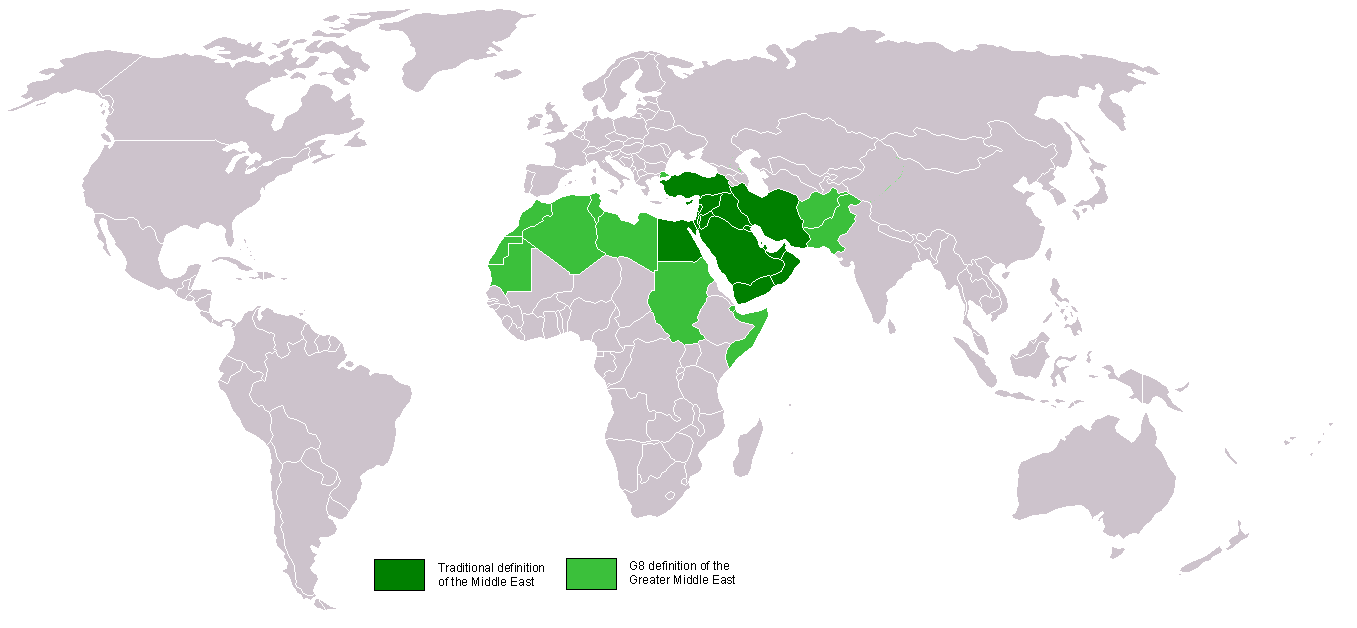
Le Grand Moyen-Orient vu par l'administration Bush, incluant le Moyen-Orient proprement dit, ainsi que le Maghreb, le Machrek, la Turquie, Israël, l'Iran et l'Afghanistan.

Outre l'Irak, Washington se focalise alors essentiellement sur la Syrie et l’Iran. Bush considère en effet qu'ils soutiennent les filières terroristes en Irak (notamment en accusant Damas de laisser passer des « djihadistes » à travers ses frontières), ainsi qu'en Palestine: la visée de la guerre contre le terrorisme dépasse une nouvelle fois la cible précise d'Al-Qaïda, pour englober l'islamisme en général, et en particulier le Hamas (sunnite) et le Hezbollah (chiite). Bien plus: le projet néoconservateur de « remodelage » du Grand Moyen-Orient inclut, outre le Moyen-Orient et l'Iran, la péninsule arabique, le Maghreb, le Machrek, la Turquie et le Pakistan, voire aussi la Mauritanie (en Algérie, affecté par une guerre civile sanglante dans les années 1990 à la suite de la victoire électorale du Front islamique du salut et à l'interruption du processus électoral par les généraux algériens, le Groupe salafiste pour la prédication et le combat, GSPC, surfant sur la popularité de Ben Laden, se rebaptise Al-Qaïda au pays du Maghreb islamique en janvier 2007). Cette vision globale a été critiquée par plusieurs observateurs: d'une part, elle concurrençait en partie le partenariat Euro-Méditerranéen déjà à l'œuvre depuis une dizaine d'années, suscitant des crispations en Europe; d'autre part, sa pertinence géopolitique et stratégique était mise en doute. En effet, cette zone ne coïncide ni avec le monde musulman, excluant notamment l'Indonésie, ni avec le monde arabe, incluant l'Iran (Perse) ou la Turquie.
Pascal Boniface, directeur de l’IRIS, déclarait ainsi que « les Américains ont prôné le modèle du coup de pied dans la fourmilière, y compris par la guerre. Le bilan de celle d’Irak apparaît largement et globalement négatif. Les adversaires de cette politique estiment qu'ils peuvent être de l’extérieur un mouvement démocratique mais que celui-ci doit avant tout être le fruit d’un processus interne », tandis que Diaa Rachwane, chercheur égyptien, rappelait que partout où des élections s'étaient tenues dans les pays du « Grand Moyen-Orient », les mouvements islamistes avaient progressé de façon phénoménale, du Maroc au Pakistan en passant par l’Égypte, l’Irak mais aussi la Palestine.
Outre l'Iran, la Syrie et le conflit israélo-palestinien, sur lequel l'administration Bush n'avance guère, la question libanaise suscite des inquiétudes, en particulier après l'assassinat de l'ancien Premier ministre libanais Rafic Hariri, le 14 février 2005. Celui-ci conduit à la création d'une Commission d'enquête internationale, ainsi qu'au retrait des troupes syriennes, qui occupaient le Liban depuis la guerre civile libanaise (occupation institutionnalisée par les accords de Taëf de 1989). Ce retrait est perçu à Washington comme une victoire décisive.
L'assassinat de Hariri fut toutefois suivi par une longue période de tension, marquée par une vague d'assassinats. La Commission internationale publie en octobre 2005 le rapport Mehlis (en), du nom de son président. Celui-ci suggère une responsabilité syrienne dans l'attentat d'Hariri. Toutefois, si quatre généraux libanais ont été arrêtés, soupçonnés d'avoir commandité l'assassinat d'Hariri en liaison avec Damas, ils ont été libérés à la suite d'une nouvelle enquête de Serge Brammertz, le successeur de Detlev Mehlis (en), créant la surprise générale,.
En ce qui concerne l’Iran, c’est la question de la prolifération nucléaire qui est en cause. À l’été 2005, notamment après l’accession à la présidence de Mahmoud Ahmadinejad, un ultra-conservateur, à la présidence iranienne, la situation empira. Le nouveau président décide la reprise du fonctionnement de la centrale d'Ispahan le 8 août 2005, conduisant à un jeu diplomatique tendu entre Téhéran, l'AIEA (Agence internationale de l'énergie atomique), Bruxelles, Moscou et Washington, au sujet du programme nucléaire iranien. Les États-Unis, ainsi qu'Israël, n'écartent pas la possibilité d'une intervention militaire en Iran, explicitement évoquée par Bush le 12 août 2005 [réf. nécessaire].
Quant au régime syrien de Bachar el-Assad, si l'administration Bush accusait directement ce dernier de soutenir le passage des « djihadistes » à travers son territoire, la nouvelle administration Obama se montre plus circonspecte. Selon des sources du Pentagone (2009), de 80 à 100 djihadistes traversaient la Syrie à la mi-2007, chiffre qui est tombé à moins d'une dizaine en décembre 2007.

## Théâtres d’opération

### Afrique

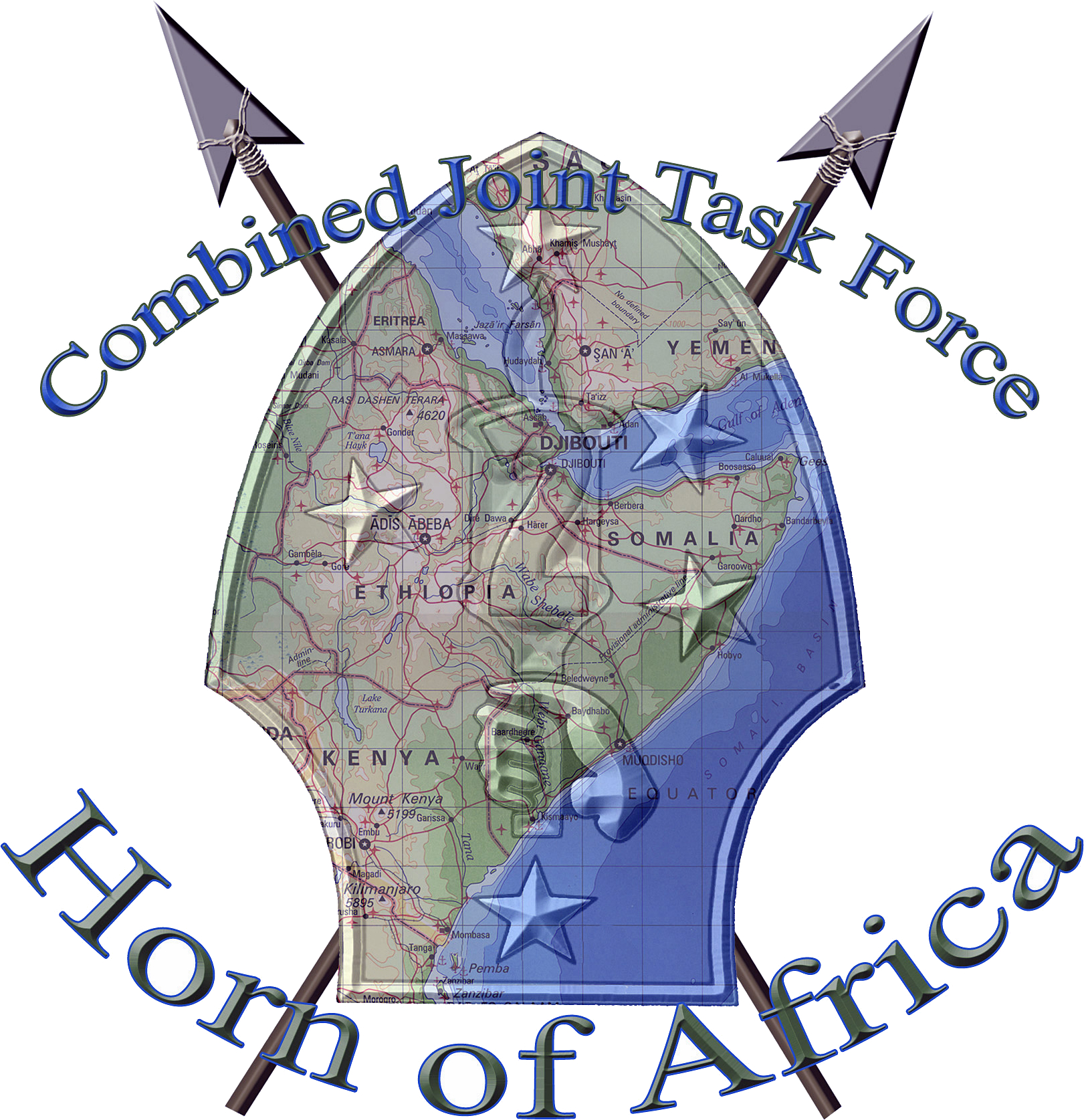
Insigne de la Combined Joint Task Force-Horn of Africa

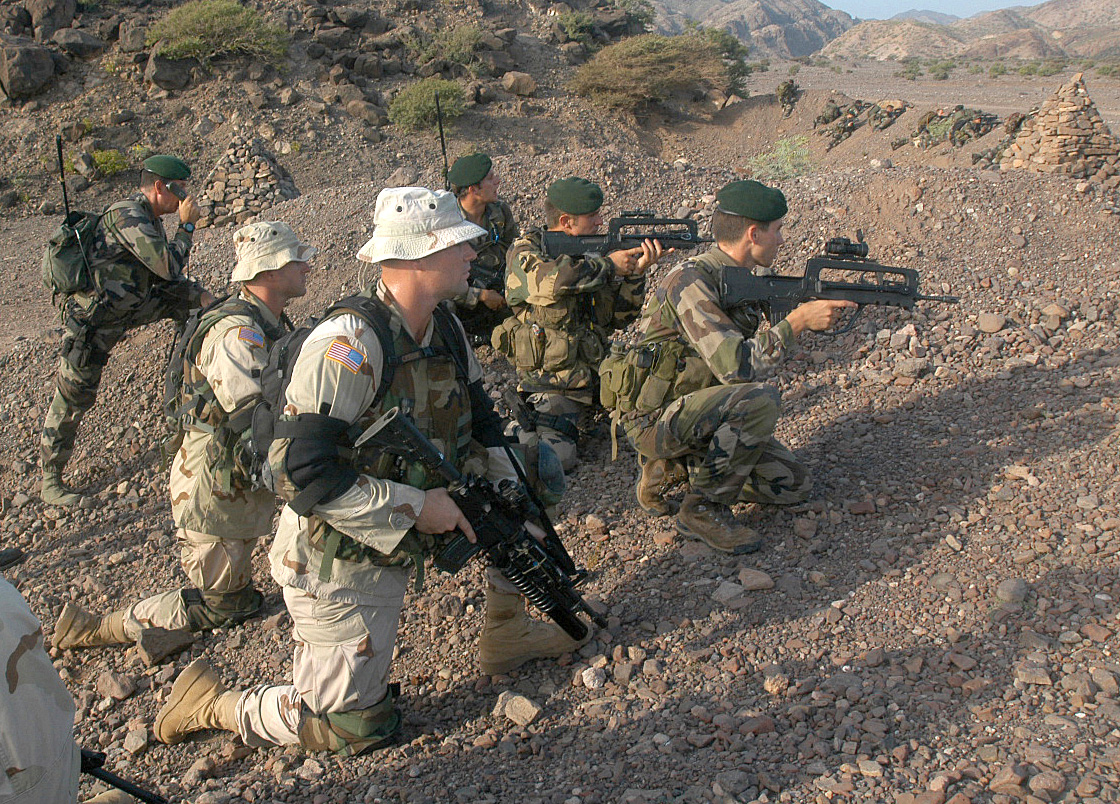
Fantassins américains et commandos marine français à Djibouti

Des unités militaires des États-Unis apportent un soutien logistique, aident à la formation des forces locales et offrent des renseignements à plusieurs pays d’Afrique du Nord et de l’Ouest (Tchad, Tunisie, Mauritanie, Maroc, Mali entre autres) pour lutter contre divers groupes armés (terrorisme et grand banditisme) qui se trouvent dans le Sahel dans le cadre de la Trans Sahara counter Terrorism Initiative (TSCT) (anciennement Initiative Pan-Sahel, lancée en 2002).
1 400 soldats américains sont installés dans la corne de l'Afrique dans le cadre de la Force mixte dans la corne de l'Afrique du Commandement Central (Combined Joint Task Force-Horn of Africa). Leur mission consiste à mener des opérations et à organiser des entraînements visant à « combattre le terrorisme, à sécuriser la zone et à établir la stabilité régionale ». Afin de s’acquitter de cette mission, ils organisent des opérations civilo-militaires, des opérations relevant des affaires civiles, et des cycles de formation en collaboration avec l’Union africaine. La zone d’opération de cette force combinée comprend les Comores, Djibouti, l’Érythrée, l’Éthiopie, le Kenya, la Somalie, le Soudan, la Tanzanie, l’Ouganda et le Yémen.
Cette force est placée depuis 2008 sous le commandement de l’United States Africa Command.
En 2025, selon l'ONU, les organisations criminelles Al-Qaïda, État islamique, Boko Haram, Al-Shabaab… Ces groupes terroristes sont reconnus par l'organisme des nations Unis, comme représentant une menace significative pour la stabilité et la sécurité en Afrique. 

#### Somalie
En Somalie, depuis 2006, les Occidentaux soutiennent le gouvernement provisoire et les factions opposées aux milices de l’Union des tribunaux islamiques tandis que depuis 2001, les marines de plusieurs nations luttent contre la piraterie autour de la Corne de l'Afrique.

#### Maghreb/Sahel

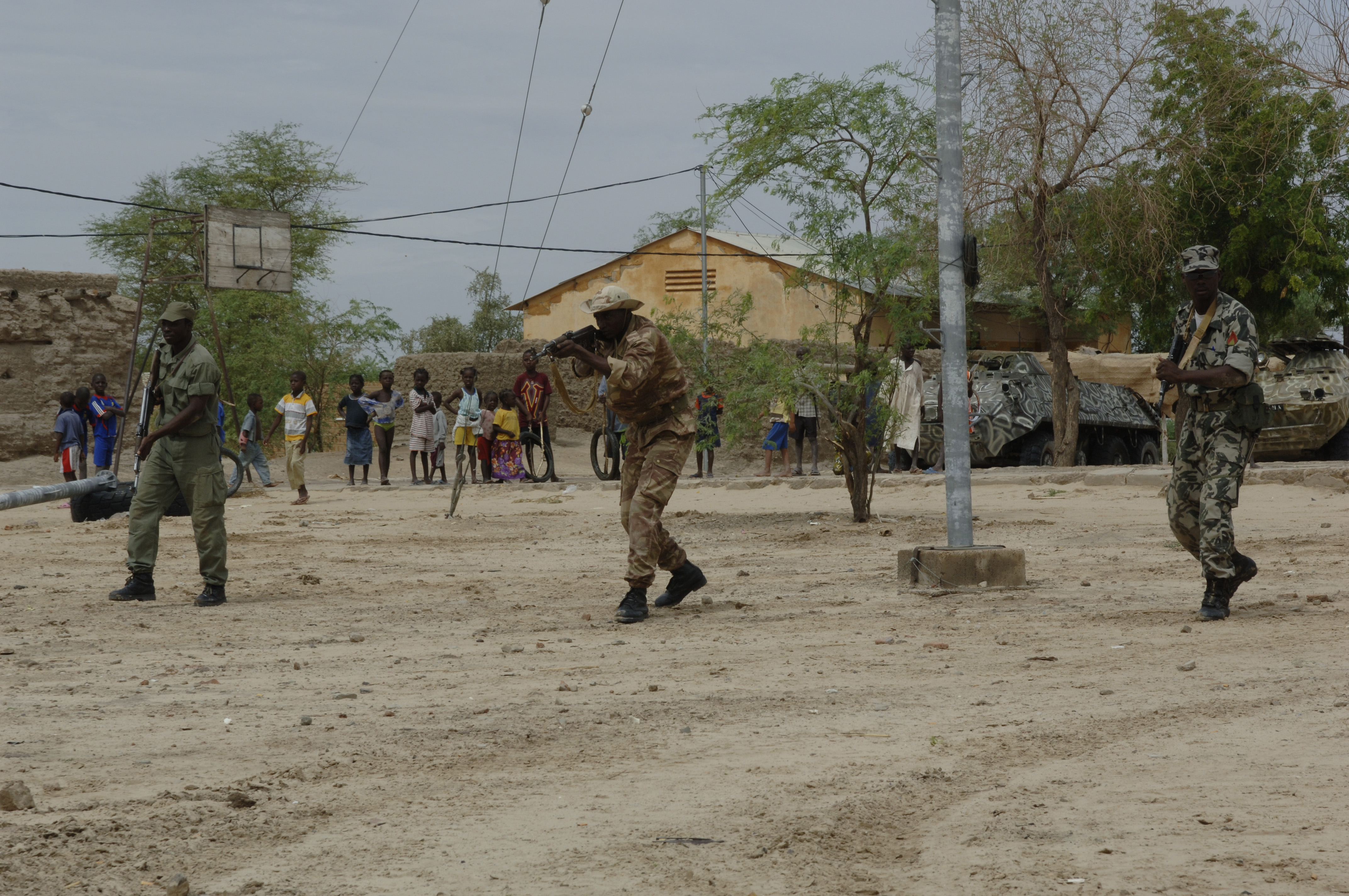
Militaires de l'armée malienne à l'exercice à Tombouctou

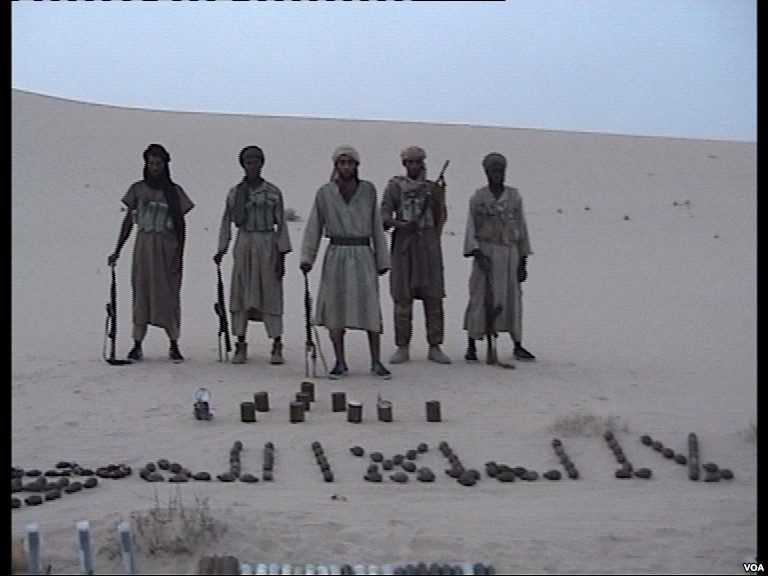
Combattants AQMI en Algérie, photo du Voice of America, 2014

Les États du Sahel et du Maghreb sont confrontés à divers niveaux au terrorisme. La guerre civile algérienne a fait des dizaines de milliers de victimes pendant les années 1990 et le Sahara est une zone peu contrôlée, favorable aux trafics en tout genre, et peut servir de refuge à des groupes illégaux. Le Trans-Sahara Counterterrorism Partnership a été initié en 2004 par les États-Unis avec la Mauritanie, le Mali, le Tchad, le Niger, Nigeria et le Sénégal afin d’affronter le défi posé par les organisations terroristes dans la région.
En avril 2010, Les chefs d’états major des pays du Sahel, regroupant l’Algérie, la Mauritanie, le Mali, le Niger et le Tchad ont décidé d’augmenter l'effectif des forces chargées de la lutte contre le terrorisme de 25 à 75 000 éléments, dans les 18 mois à venir. Un plan sécuritaire permettant aux pays du Sahel cités de bénéficier d’aides militaires de l'armée algérienne. Le bureau de coordination sécuritaire entre les armées des pays du Sahel, installé dans la wilaya de Tamanrasset, a été promu à une antenne de commandement habilitée à émettre des ordres et faire le suivi des opérations militaires sur zone.

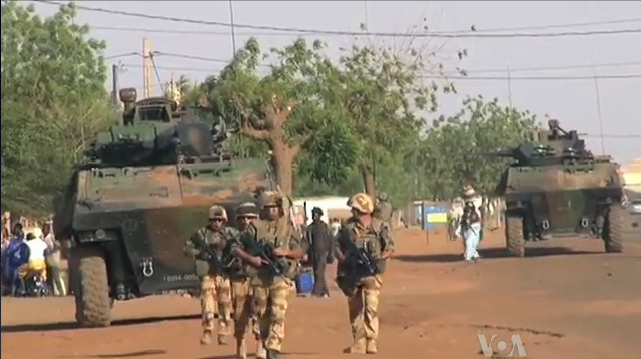
Patrouille de soldats français et de VBCI à Gao en mars ou avril 2013.

Lors de la guerre du Mali, la rébellion touarègue de 2012 a conduit à ce que la moitié nord du Mali passe sous le contrôle du Mouvement national pour la libération de l'Azawad (MNLA) et du mouvement salafiste Ansar Dine, alliés au Al-Qaida au Maghreb islamique et d'autres mouvements islamistes. Les islamistes ont ensuite écarté violemment le MNLA du pouvoir et se sont lancés à l'assaut du sud du Mali début janvier 2013. Les forces armées françaises interviennent lors de l'opération Serval à partir du 11 janvier 2013 pour les stopper, puis avec l’aide d'alliés africains, reconquièrent le pays. La mission multidimensionnelle intégrée des Nations unies pour la stabilisation au Mali mit en place mi-2013 contribuent à la stabilisation du pays.
L'opération Barkhane lancée par la France le 1er août 2014 est destiné lutter contre le terrorisme dans toute la région du Sahel,, Elle prend la suite des opérations Serval et Épervier. 3 000 militaires français réparti sur quatre pays y participent.
Leurs principales bases sont :
- N'Djaména (Tchad), base de l'état-major et des forces aériennes[35],[36].
- Niamey (Niger), base d'un pôle de renseignement[35].
- Gao (Mali), base d'un GTIA de 1 000 soldats[35],[37].
- Ouagadougou (Burkina Faso), base des forces spéciales[35].

Début août 2014, une journaliste pour Le Figaro écrit que selon « un proche des mouvements islamistes », Ansar Dine compte encore 800 hommes au Mali et AQMI, 700. Quant à Al-Mourabitoune, il compte 300 hommes au moment de sa création. Cependant le mouvement subit ensuite des pertes et d'après les services français de renseignements, il comptait plus qu'une centaine d'hommes en mai 2014.
Le 21 janvier 2025, le Niger, le Burkina Faso et le Mali décident de créer une force armée commune de 5 000 soldats pour lutter contre le djihadisme régional au Sahel.

### Europe
À la suite des événements du 11 septembre, la coopération policière, judiciaire entre les États-Unis et l’Europe fut renforcée, de même que la coopération policière et judiciaire infra-européenne. Les services spéciaux du continent échangent quasiment toutes leurs informations sur les menaces terroristes en temps réel entre autres par la mise en place d'Alliance Base, un service de coopération des services de renseignements, à Paris.
Un bémol a cependant été apporté par la Cour de justice des communautés européennes dans son arrêt Yassin Abdullah Kadi et Al Barakaat International Foundation / Conseil et Commission (2008).

#### Activités militaire

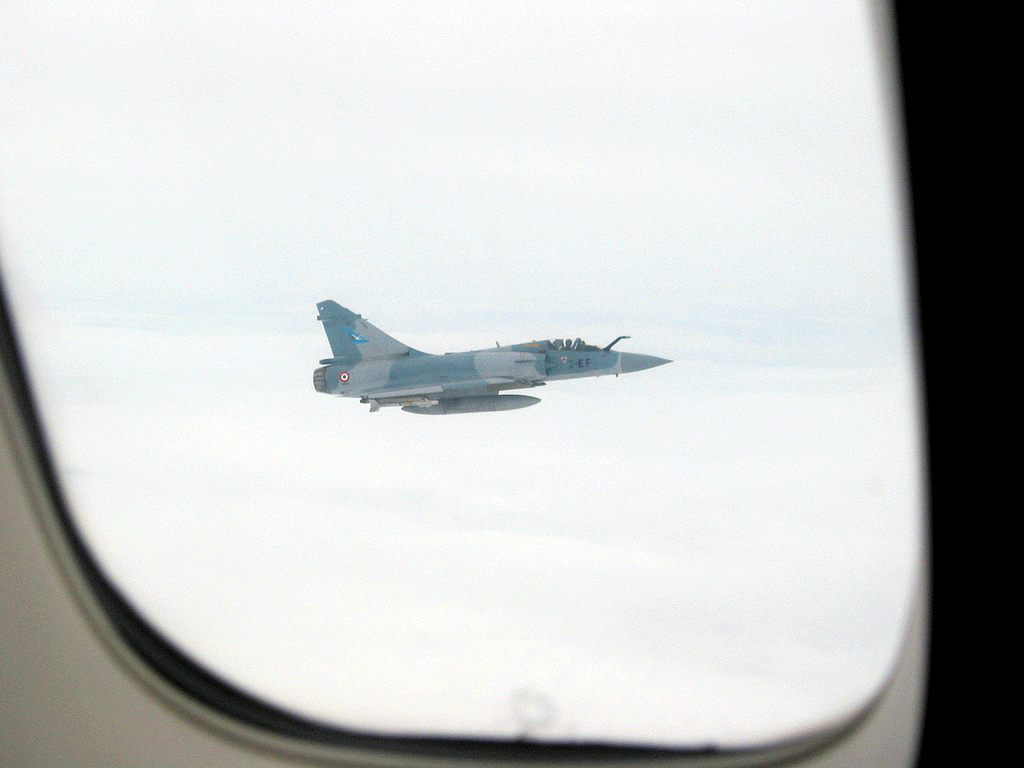
Un avion de l'armée de l'air française Mirage 2000 escorte un avion civil en phase d'atterrissage à l'aéroport Paris-Charles-de-Gaulle. Il peut recevoir l'ordre de tirer en cas de comportement hostile.

L'opération d’interdiction maritime Active Endeavour a été mise en place. La force navale permanente en mer Méditerranée (Stanavformed (en)) de l’OTAN a été déployée pour participer à la lutte anti-terroriste en escortant des navires dans le détroit de Gibraltar (1 200 militaires concernés).
En France, le plan Vigipirate incluant le renfort de militaires pour patrouiller dans les lieux public a été renforcé. Des batteries de missile sol-air Crotale ont été installées pour protéger l'usine de retraitement de la Hague et un « dispositif particulier de sûreté aérienne » incluant des éléments de défense antiaérienne (chasseurs, hélicoptères et radars) est mis en place lors de grands événements.

#### Bilan des actes de terrorisme
Bilan des actes de terrorisme et des activités policières et de justice dans l'Union européenne
Le rapport annuel d'Europol de 2009 sur le terrorisme (European Union Terrorism Situation and Trend Report) indique :
- En 2006 : 472 attaques et tentatives d'attaques terroriste, 706 arrestations de personnes pour terrorisme.
- En 2007 : 583 attaques et tentatives d'attaques terroriste, 1 044 arrestations.
- En 2008 : 515 attaques, dont 90 % ont réussi, menées dans sept états membres de l’Union européenne, 1 009 arrestations, 359 individus ont été jugés sur des charges de terrorisme dans 187 procédures. 384 verdicts ont été prononcés en 2008, 50 % étaient liées au terrorisme islamiste, et 39 % terrorisme séparatiste. Les accusés ont été acquittés dans 29 % des verdicts[46].

#### Activités hors du cadre judiciaire
- camp de Guantanamo et création du statut de « combattant ennemi » permettant la détention sans inculpation pour une durée indéfinie de simples suspects
- enlèvement de l'imam Abu Omar dans des circonstances suspectes à Milan, en 2003, avec la participation d'agents du SISMI italien et de la CIA, et l'utilisation de la base de l'OTAN Aviano Air Base, ce qui conduit à l'émission de mandats d'arrêts contre des agents de la CIA ;
- vols clandestins de la CIA, dans le cadre des extraordinary rendition, donnant lieu à une enquête du sénateur suisse Dick Marty, commanditée par le Conseil de l'Europe, et qui s'intéresse en particulier chargé aux black sites (les centres de détention clandestins de la CIA) sur le territoire européen; le rapport Marty (2006) indique que « de nombreux indices convergents permettent de conclure à l'existence d'un système de 'délocalisation' ou de 'sous-traitance' de la torture »[47]. Le 7 juin 2006, il publie un autre rapport accablant envers 14 pays européens[48];
- enfin, le Terrorist Finance Tracking Program (en) visant la chambre de compensation SWIFT, mis en place par Washington sans en informer les États européens.

#### Une procédure spécifique du Royaume-Uni
Le Royaume-Uni a été le seul État européen à mettre en place une procédure dérogatoire à la Convention européenne des droits de l'homme afin de permettre la détention sans jugement et de façon illimitée de « terroristes internationaux présumés » qu'il n'était pas possible « pour le moment » d'expulser du pays (chapitre IV de l'Anti-terrorism, Crime and Security Act). En vertu de ce pouvoir de détention administrative, Londres a emprisonné onze étrangers (un Français, un Jordanien, un Marocain, un Tunisien, et un apatride né en Jordanie dans un camp de réfugiés palestiniens) en arguant d'un « danger public menaçant la vie de la nation », qui ont été enfermés à la suite du 11 septembre dans la prison de Belmarsh sous un régime de haute sécurité. Le 16 décembre 2004, la Chambre des lords jugea dans A. et autres c. le secrétariat d'État du département de l'Intérieur (en) que cette disposition de la loi de 2001 constituait une mesure discriminatoire envers les étrangers, conduisant à l'abrogation du chapitre IV de la loi en mars 2005 et à la promulgation d'une nouvelle loi, en accord avec cette jurisprudence, le Prevention of Terrorism Act de 2005. Le jugement de la Chambre des lords a été renforcé par une décision de la Cour européenne des droits de l'homme le 19 février 2009 (A. et autres c. Royaume-Uni). La CEDH a jugé notamment que :

« les Law Lords ont jugé à bon droit que les mesures litigieuses ne pouvaient être considérées comme ressortissant au droit des étrangers, où une distinction entre ces derniers et les nationaux aurait pu se justifier, mais bien plutôt comme ressortissant à la sécurité nationale. Le chapitre 4 de la loi de 2001 avait pour objectif de parer à une menace réelle et imminente d'attentats terroristes qui, à l'évidence, émanait aussi bien de ressortissants britanniques que d'étrangers. En choisissant de recourir à une mesure relevant du droit des étrangers pour traiter un problème d'ordre essentiellement sécuritaire, l'exécutif et le Parlement lui ont apporté une réponse inadaptée et ont exposé un groupe particulier de terroristes présumés au risque disproportionné et discriminatoire d'une détention à durée indéterminée. »

### Moyen-Orient
Les États-Unis font maintenant pression sur leurs alliés notamment au Moyen-Orient afin d’engager des réformes démocratiques. Ce fut il y a longtemps le cas du Koweït après sa libération en 1991. C’est la pression du gouvernement américain qui a conduit l’Égypte à réformer son mode d’élection du président et qui a amené l’Arabie saoudite à organiser en début d’année 2005 ses premières élections municipales en attendant d’étendre le droit de vote aux femmes aux prochaines élections.
Enfin, l’administration américaine appelle directement au retrait de la Syrie hors des frontières du Liban et apporte dans ce sens son soutien aux mouvements libanais par le biais de ses ONG.
Des actes de terrorisme sont apparus en Irak à la suite de l’intervention américaine. Des citoyens de tous les continents et de toutes les religions ont ainsi été pris en otage par des mouvements terroristes ou des groupes mafieux.
D’autres actes de terrorisme liés directement à Al-Qaeda sont apparus en Arabie saoudite.

#### Irak

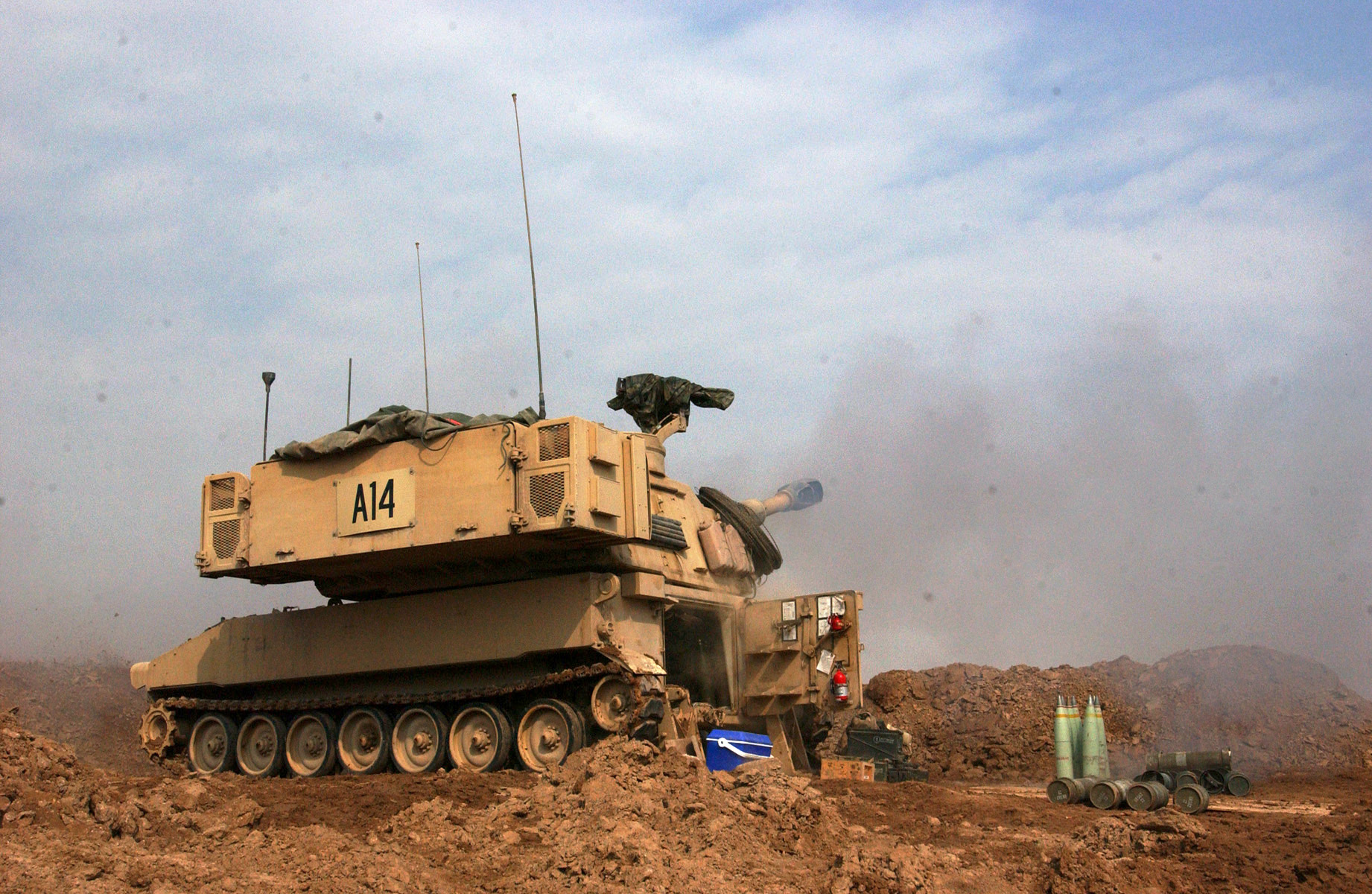
Longtemps après l’opération libération de l’Irak, les opérations de type guerre conventionnelle continuent, malgré la communication dite de la « mission accomplie ».

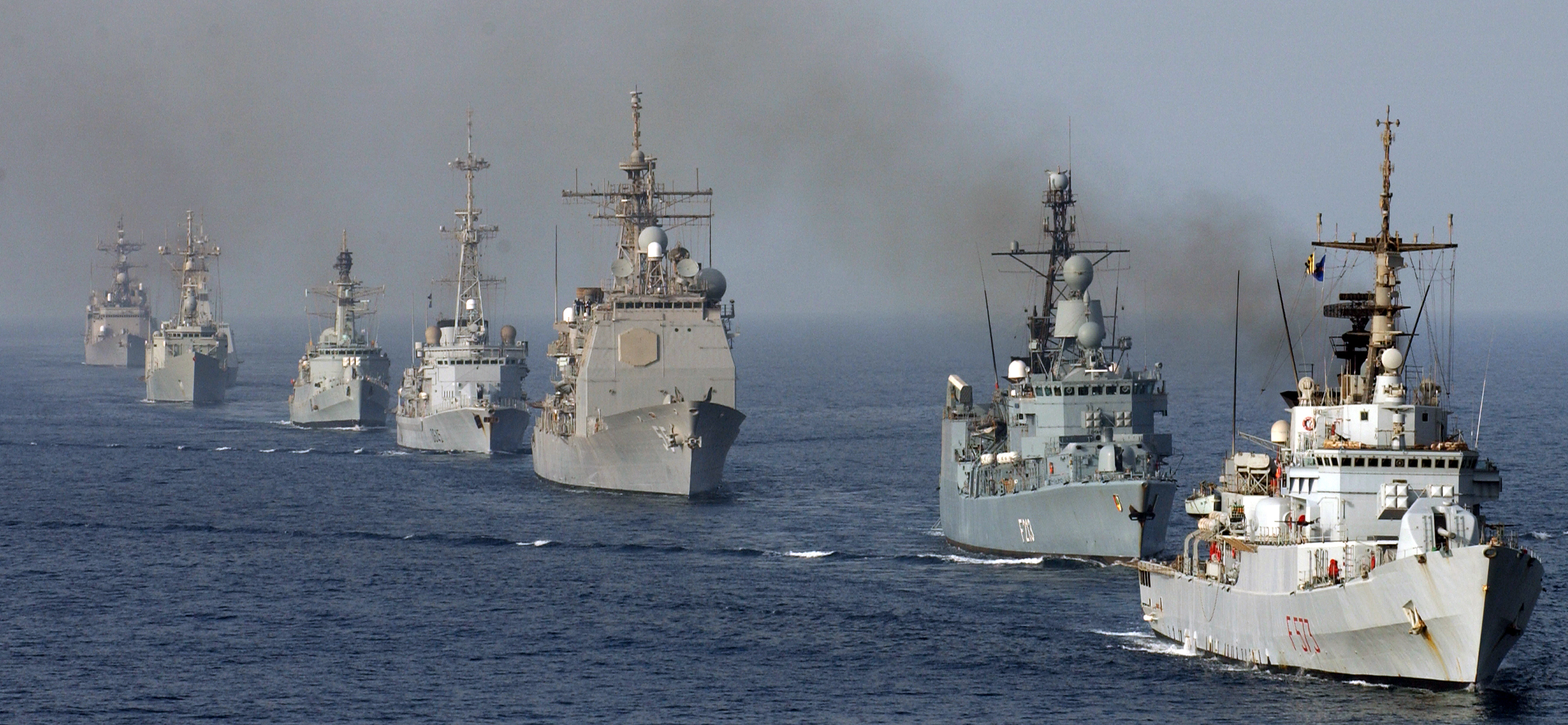
Combined Task Force 150 en Océan Indien dans le cadre de la guerre contre le terrorisme comprenant des navires australiens, allemands, américains, britanniques, canadiens, espagnol, français, italiens, pakistanais et néo-zélandais (mai 2004).

Des membres de l’administration Bush, en particulier les « néo-conservateurs », avaient appelé au renversement par la force de Saddam Hussein dès 1997. C’est pourquoi il est parfois reproché aux États-Unis d’avoir cherché avant tout à s’affranchir de la dépendance du pétrole saoudien en ayant accès à d’autres sources d’approvisionnement[réf. nécessaire].
Cependant, les néo-conservateurs ont réussi à présenter leur stratégie de grand Moyen-Orient (doctrine Bush) comme une composante essentielle de la guerre contre le terrorisme. Postulant que le terrorisme islamiste est causé par l’absence de perspectives démocratiques des pays du Golfe, ils préconisent une politique active pour faire évoluer les régimes de la région. Le renversement du régime de Saddam Hussein permettrait d’établir la démocratie en Irak et par une sorte d’effet de « contagion », dans les pays voisins (théorie des dominos). De nombreuses personnes et gouvernements critiquent cette stratégie qu’ils jugent utopique. Pour eux, notamment en France, la démocratie ne peut être exportée par les armes : il faudrait que la population soit en faveur de ce changement et s’engage durablement à maintenir un tel système pour que celui-ci soit durable.
Que ce soit une stratégie volontaire, ou à la suite d'une erreur d’appréciation de leurs services secrets, les dirigeants des États-Unis ont motivé leur action par un lien beaucoup plus direct entre le régime irakien et le terrorisme international. Ils ont ainsi déclaré posséder la preuve d’une association entre Al-Qaïda et l’Irak, mais surtout que cet État possédait encore des armes de destruction massive qui pourraient être utilisées par un groupe terroriste ; ils ont également avancé que Saddam Hussein, le dictateur irakien, avait l’intention d’agresser ses voisins à l’aide d’ADM. Après l’invasion, et devant l’absence d’éléments probants, le gouvernement a progressivement reconnu que ces allégations étaient inexactes. C’est ainsi que le 5 octobre 2004, le secrétaire à la Défense Donald Rumsfeld a officiellement reconnu ne posséder aucune preuve du lien entre Al-Qaïda et l’Irak, contredisant ainsi ses affirmations de mars 2003. Il rejette la responsabilité de ce changement de position sur le manque de fiabilité des renseignements fournis par la CIA.
Selon les critiques, le chaos qui a suivi la chute du régime est essentiellement consécutif au :
- manque de préparation des soldats à l’intervention au sein d’une population arabe (manque de traducteurs, non-compréhension des coutumes, etc.) ;
- manque de préparation des soldats à effectuer un travail de police durant l’occupation ;
- manque de protection, voire à la destruction volontaire (durant les années 1990) des infrastructures stratégiques (hôpitaux, centrale électrique, usines de traitement des eaux, etc.).

Malgré la capture de Saddam Hussein et le succès des élections en janvier 2005, la situation n'est pas encore stabilisée en Irak et les attaques terroristes sont quotidiennes.

### Asie
La coopération policière et militaire fut accrue, doublée d’une aide technique et d’échanges de renseignement avec l’Inde et le Pakistan.
- Coopération avec Singapour et d’autres États du Sud-Est asiatique pour lutter contre la piraterie et la menace de terrorisme maritime.

#### Afghanistan

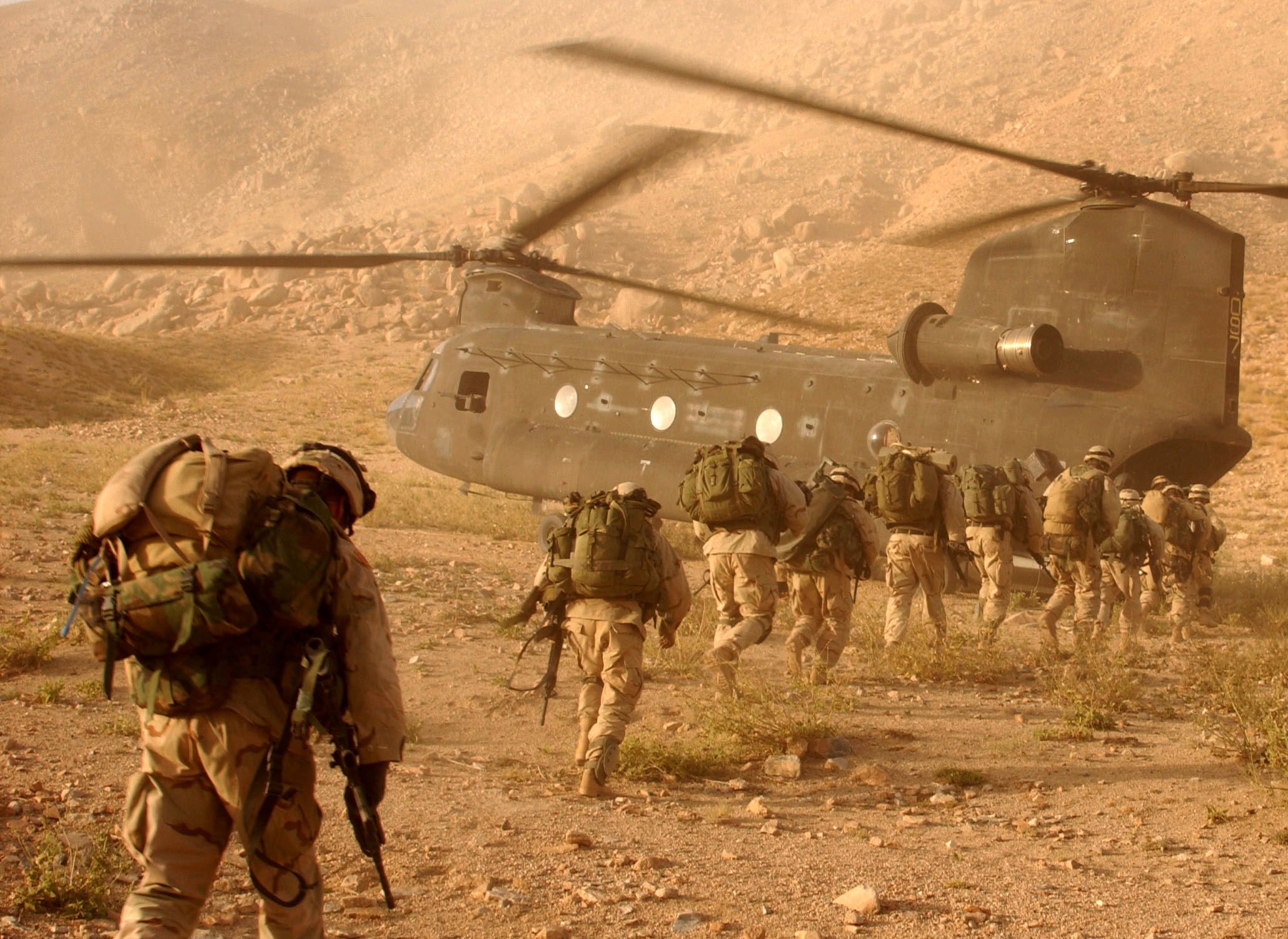
Continuatrice de la guerre en Afghanistan, l’opération Anaconda lance en 2002 l’attaque d’Al-Qaïda et des Talibans dans une vallée, sans toutefois atteindre ben Laden.

Dès le 12 septembre, l’OTAN déclara officiellement que les attentats étaient une des plus grandes attaques contre les dix-neuf pays de l’alliance. C’était la première fois que cette organisation invoquait ainsi la clause de solidarité de l’article 5 du traité de l'Atlantique nord.
Rapidement l’organisation Al-Qaïda est reconnue comme responsable des attentats. Son représentant Oussama ben Laden était alors protégé, avec de nombreux fondamentalistes, par le régime des Talibans en Afghanistan. À la suite du refus des Talibans de livrer leur hôte sans preuve formelle de sa culpabilité, une coalition internationale décide de soutenir l’opposition qui lutte contre le régime afghan. Celui-ci tombe rapidement devant l’attaque de l’OTAN fin 2001, mais Ben Laden et beaucoup de ses comparses parviennent à prendre la fuite.

#### Géorgie

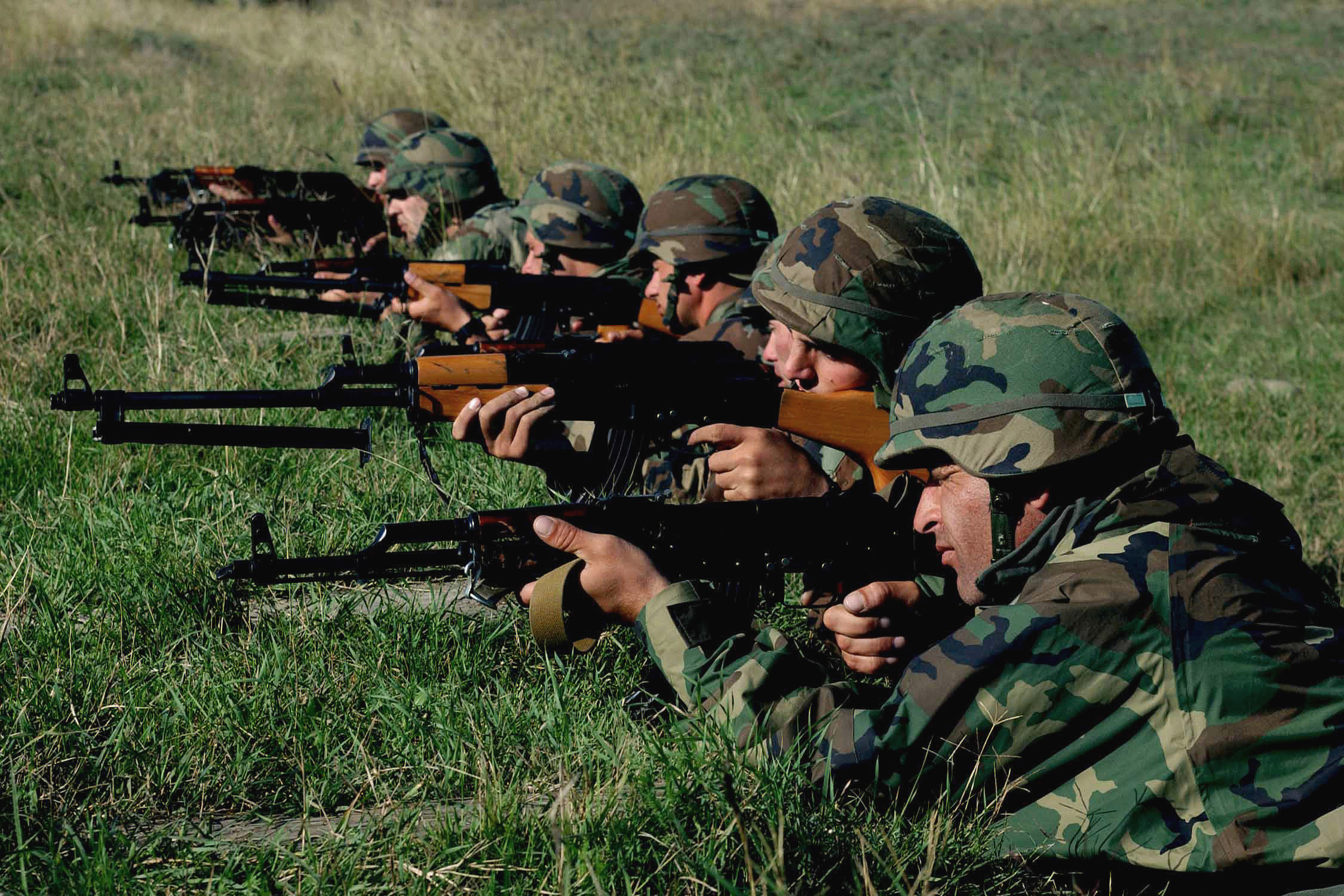
Entraînement des forces géorgiennes en octobre 2002.

Les islamistes de Abou Moussab al-Zarqaoui s'installent dans la vallée de Pankissi, proche de la frontière de Tchétchénie, où la présence d'Al-Qaïda est importante. Dans le cadre des préparatifs de la guerre d'Irak début 2003, des dizaines de Nord-Africains suspectés de préparer des armes chimiques et biologiques (ricine entre autres) sont arrêtés au Royaume-Uni, en France et en Espagne. Le secrétaire d'État des États-Unis, Colin Powell, indique que ceux-ci travaillaient pour le réseau terroriste de Zarqaoui implanté dans vallée du Pankissi ainsi que pour le groupe islamiste Ansar al-Islam actif au Kurdistan irakien.
En mai 2000, lors de la fin de la seconde guerre de Tchétchénie, 1 500 combattants tchétchènes et 3 000 mercenaires arabes djihadistes fuient le sol tchétchène pour se réfugier dans les montagnes géorgiennes. Les Russes déployèrent par conséquent 1 500 soldats des forces spéciales afin de sécuriser la frontière.
Le 20 octobre 2002, l'armée géorgienne neutralise une douzaine d'islamistes d'origine arabe. Une voiture transportant des combattants tchétchènes est également interceptée par les Géorgiens après avoir tué le chauffeur du véhicule.
Les Géorgiens et les Américains mènent de vastes opérations dans la région, capturant plusieurs djihadistes. Le 3 septembre 2003, le président géorgien Edouard Chevardnadze affirme que les forces de sécurité géorgiennes ont repris le contrôle de vallée du Pankissi. 1 000 officiers de police et d'autres forces de sécurité sont envoyées sur place en octobre 2003 afin de mettre sur pied des checkpoints et maintenir l'ordre dans la vallée.

#### Pakistan
Le 1er mai 2011, un commando héliporté d'une vingtaine de SEAL venu d'Afghanistan a effectué un raid sur la luxueuse résidence fortifié d'Oussama Ben Laden à Abbottabad au Pakistan et réussit à l'abattre ainsi que deux autres membres de sa famille et deux collaborateurs. L'un des deux hélicoptères utilisé n'a pu repartir, et le commando emportant le corps de Ben Laden a quitté les lieux à bord de l'hélicoptère restant.

#### Philippines
L’aide économique et militaire aux Philippines fut accrue pour lutter plus efficacement contre une activité terroriste dans le Sud de l’archipel.

## Conséquences aux États-Unis
Les États-Unis ont mis en place une série de mesures pour faire face à la menace terroriste. Nombre d’entre elles sont des pratiques dérogatoires au droit commun, légitimé auprès de la population par l’état d’urgence induit par la guerre contre le terrorisme. Outre le USA Patriot Act et de nombreuses autres lois similaires, l'administration Bush pris diverses mesures exécutives d'exception (création par Paul Wolfowitz du Threat and Local Observation Notice recensant les manifestants pacifistes et antimilitaristes, etc.). Appliquant de façon enthousiaste la résolution 1373 du Conseil de sécurité, les États-Unis prirent aussi plusieurs mesures visant à renforcer le contrôle aux frontières et à durcir les lois concernant l'immigration.

### Actions judiciaires
De 2001 à 2008, 512 personnes ont été accusées de crimes liés au terrorisme par le département de la Justice, et à cette date, l'accusation a gagné 319 condamnations. La plupart des autres cas n'ayant pas encore été jugés à cette date.
Human Rights First estime qu'en juin 2009, 195 de ces condamnations ont été prononcées dans les cas où le défendeur a proclamé des liens avec Al-Qaïda ou des groupes terroristes djihadistes.
Seuls trois ont été condamnés par des tribunaux militaires, et deux d'entre eux ont été renvoyés dans leurs pays d'origine, où ils ont été libérés.

### Arrestations massives post-11 septembre
Immédiatement après les attentats, le gouvernement lança un vaste programme d'arrestation, culminant, fin novembre 2001, en la détention incommunicado (sans droit de communiquer avec l'extérieur, les proches des personnes arrêtées n'ayant aucune nouvelle concernant leur disparition) de plus de 1 200 personnes, pour la plupart des étrangers, arabes ou provenant de pays musulmans. Les associations de défense des droits de l'homme parlèrent de profilage ethnique. Le 25 janvier 2002, le département de la Justice émit un mémorandum, connu sous le nom d’Absconder Apprehension Initiative, qui demandait l'arrestation et l'expulsion des personnes faisant l'objet de mesures d'expulsion, auxquelles elles s'opposaient. L’Immigration and Naturalization Service transmis une liste de noms aux forces de police, mettant l'accent en particulier sur les immigrés en situation irrégulière provenant de pays arabes ou/et musulmans (bien que la plupart des immigrés en situation irrégulière faisant l'objet de mesures d'expulsion provenaient d'Amérique latine). Le département de la Justice annonça alors qu'il mettait les noms de 314 000 immigrés en situation irrégulière sur les bases de données criminelles du FBI, visant en particulier 6 000 personnes venant de pays arabes ou/et musulmans,. Plusieurs personnes arrêtées et expulsées l'ont été en dehors du cadre légal ainsi, ces réfugiés syriens, détenus pendant neuf mois dans le cadre de l’Absconder Apprehension Initiative, forçant leur enfant, citoyen américain, à vivre seul, tandis que leur le droit de prouver le fait qu'ils aient été soumis à des actes de torture en Syrie est refusé.

### Département de la sécurité intérieure
Alors que traditionnellement la sécurité locale est de la responsabilité des États fédérés, l’administration crée une nouvelle agence chargée de protéger les frontières, les ports et le trafic aérien. Au 1er janvier 2003, le département de la Sécurité intérieure (Department of Homeland Security) réunissait 22 services fédéraux, employant 180 000 fonctionnaires, et disposait d’un budget de 32 milliards de dollars. En 2003, le département lança le programme Operation Liberty Shield, une politique, fondée sur des critères de nationalité, qui encadrait les règles de détention concernant les demandeurs de droit d'asile provenant de pays arabes ou musulmans, en isolant en particulier une trentaine d'États. Ce programme souleva l'opposition des associations des droits de l'homme, l'accusant de racisme.

### Patriot Actet mesures législatives prises après le 11 septembre
Un mois et demi après les attentats du 11 septembre, le Congrès vota à la quasi-unanimité le USA Patriot Act, loi d'exception englobant un large éventail de mesures officiellement destinées à améliorer l'efficacité des services de renseignement ainsi que des agences fédérales de maintien de l'ordre (FBI) dans la prévention et la répression du terrorisme.
La loi a notamment créé le statut de « combattant ennemi » et de « combattant illégal », qui a permis à l'administration Bush d'ignorer l’habeas corpus afin de détenir sans inculper des personnes soupçonnées par l'administration de projeter des actes terroristes : les détenus de Guantanamo étaient tous incarcérés sous ce statut juridique non reconnu par le droit international. Elle a aussi élargi de façon importante l'usage des « lettres de sécurité nationale » permettant aux agences fédérales d'obtenir des informations nominatives concernant à peu près n'importe qui, ce sans supervision judiciaire (ce sont ces lettres qui permettent par exemple au FBI d'obtenir d'une bibliothèque qu'elle lui livre la liste des livres empruntés par quelqu'un).
La loi a été critiquée par nombre d'observateurs, dont l’American Civil Liberties Union (ACLU), comme liberticide. La plupart des dispositions votées expiraient au 31 décembre 2005, mais ont été prorogées en juillet 2005  (USA Patriot Act Improvement and Reauthorization Act) de façon permanente pour 14 des 16 dispositions du Patriot Act et de 10 ans pour les deux autres (sur les écoutes téléphoniques et l’accès au fichier personnel) [réf. nécessaire] .
Le USA Patriot Act prévoyait aussi, de façon unilatérale, la nécessité de recourir à des passeports biométriques pour continuer à bénéficier du programme d'exemption de visa, ce qui a été l'une des raisons majeures de l'adoption par l'Union européenne du règlement de 2004 imposant le passeport biométrique aux citoyens européens. De tels programmes biométriques ont aussi été mis en place, de façon discrétionnaire, sur le plan national, notamment via le programme Registered Traveler (« voyageur enregistré »). Le renforcement du contrôle aux frontières a aussi été mis en œuvre via l'Initiative relative aux voyages dans l’hémisphère occidental prise dans le cadre de l'Intelligence Reform and Terrorism Prevention Act (en) de 2004.
Il instaurait aussi les Sneak and peek warrant (en) (section 213), c'est-à-dire des perquisitions menées en l'absence de la personne perquisitionnée, qui peuvent être utilisés dans le cadre de toute enquête judiciaire (y compris pour des simples délits, ou misdemeanor). Ces mandats ont dû être amendés à la suite de la décision d'un juge les déclarant anticonstitutionnels, en raison de la violation du 4e amendement de la Constitution, dans l'affaire Brandon Mayfield (en), un avocat de Portland victime d'une telle perquisition et accusé de terrorisme parce que le FBI prétendait avoir identifié ses empreintes digitales sur des explosifs trouvés à Madrid après les attentats du 11 mars 2004 — Mayfield a été par la suite innocenté, le FBI s'étant trompé.
763 mandats de ce genre avaient été accordés en 2008, dont seulement trois concernaient des affaires de terrorisme : les deux tiers (65 %) concernaient des affaires de stupéfiants.
Le USA Patriot Act n'est que l'une des lois anti-terroristes promulguées durant cette période : il fut complété par plusieurs autres lois, dont le Aviation and Transportation Security Act (en) du 19 novembre 2001 (création de la Transportation Security Administration), du Maritime Transportation Security Act of 2002 (en), du Enhanced Border Security and Visa Entry Reform Act of 2002 (en) qui prévoyait l'interconnexion de tous les systèmes de traitement de données utilisés par le Immigration and Naturalization Service (remplacée en 2003 par le département de la Sécurité intérieure), l'Intelligence Reform and Terrorism Prevention Act (en) de 2004, le REAL ID Act (en) de 2005, la mise en place du Système électronique d’autorisation de voyage (ESTA) en août 2007, etc.
La prorogation du Patriot Act en 2005 conduit aussi à augmenter le pouvoir de l'exécutif vis-à-vis des nominations des procureurs fédéraux, ce qui a suscité un scandale important (en) en 2006-2007 concernant le manque de respect pour l'indépendance de la justice, à la suite de la démission forcée de sept procureurs généraux remplacés par des procureurs intérimaires nommés par le département de la Justice (et non par le président, cas où les nominations sont alors confirmées par le Sénat). Le scandale aboutit finalement à la démission de neuf membres importants de l'administration, dont le procureur général des États-Unis (ministre de la Justice) Alberto Gonzales lui-même, en septembre 2007, et au vote de la loi Preserving United States Attorney Independence Act en juin 2007 qui annula ces dispositions dérogatoires.

### Centre de détention de Guantánamo etblack sites(CIA)

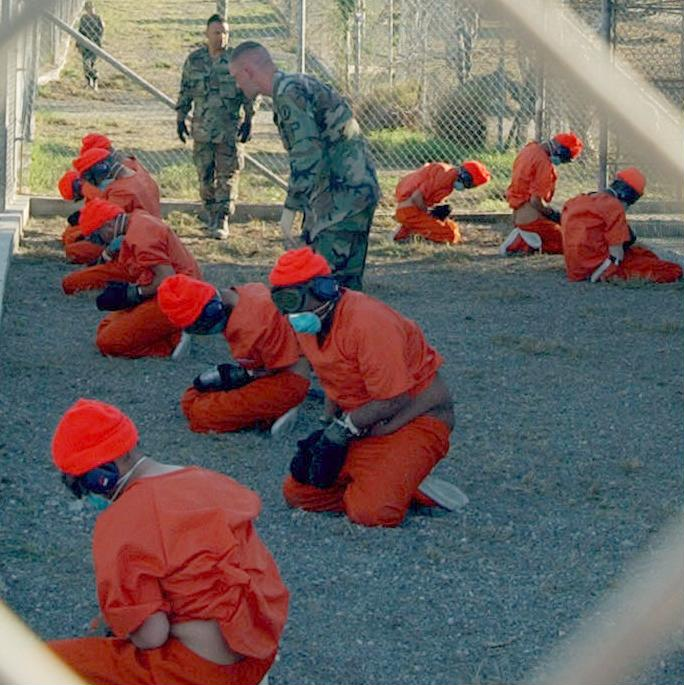
Conditions de détention à Guantánamo en 2002.

Le camp militaire de Guantánamo, situé sur l’île de Cuba, a été transformé en centre de détention pour étrangers présumés terroristes à la suite de la guerre d’Afghanistan. Ses premiers occupants ont été les combattants talibans ou supposés tels ainsi que les personnes soupçonnées d’appartenance à Al-Qaïda.
Ce lieu de détention est devenu un des points les plus critiqués de la « guerre contre le terrorisme ». Ainsi les notions de « combattants ennemis irréguliers » et leur incarcération à Guantánamo est contraire au droit international public et est inconnue du droit fédéral américain. L'ONG Amnesty International a critiqué à de nombreuses reprises la détention hors de tout cadre juridique, national ou international, d’individus capturés par les forces armées américaines, que ce soit à Guantánamo ou dans d’autres « sites noirs » (black sites) situés hors du territoire américain. Outre ces prisonniers qui vivent dans ce que le philosophe italien Giorgio Agamben a appelé un « état d'exception permanent », l’association critique l’emprisonnement de « détenus fantômes » ainsi que les pratiques de « restitution extraordinaire » (extraordinary renditions), qualifiées par Le Monde diplomatique de « délocalisation de la torture ».
La détention sans limite et dans des conditions jugées dégradantes, les procédures des procès dans lesquels sont jugés certains prisonniers (commissions militaires de Guantanamo), et les actes de tortures pratiqués sur des prisonniers sont autant des points dénoncés par de nombreux gouvernements[réf. nécessaire] et des ONG. Un certain nombre de requêtes d’habeas corpus ont toutefois été déposées par les détenus de Guantanamo, aboutissant à de nombreuses décisions de la Cour suprême et à une série de lois du Congrès. Au bout de sept ans, le droit des détenus n'était toujours pas clairement affirmé par la justice américaine.
Après avoir annoncé la fermeture du camp de Guantanamo et de la suspension provisoire des procès en cours, l'administration Obama est revenue sur sa décision.

### Restitutions extraordinaires
Les services de renseignements sont accusés d’avoir transféré vers des pays étrangers des prisonniers suspectés de terrorisme. Il s’agit officiellement de coopération avec les services secrets du pays d’origine des suspects, ceux-ci étant supposés plus à même d’obtenir des aveux. Pourtant nombre de ces pays pratiquent toujours la torture, cette action est donc contraire à la Convention contre la torture que les États-Unis ont signée en 1994 (cf. États-Unis et torture). Cependant, les États-Unis ont refusé d’extrader des Ouïgours vers la Chine car celle-ci pratiquait la peine de mort sur une large échelle.
Aujourd’hui[Quand ?], grâce à des journalistes du International Herald Tribune [réf. nécessaire], il est su que cette pratique n’est pas nouvelle et date probablement de la présidence de Ronald Reagan. Mais les premières affaires n’ont filtré dans la presse américaine qu’après le 11 septembre, et la pratique a été massivement utilisée par l'administration Bush. Plus de 54 pays ont ainsi participé à ce programme , et le Parlement européen a recensé 1 245 vols dans l'espace aérien européen visant à transférer des personnes capturées vers des pays tiers comme l'Égypte ou la Syrie .
En mai 2007, l'ACLU a porté plainte contre Jeppesen, accusant la firme aéronautique d'avoir collaboré avec la CIA pour transporter des personnes vers le Maroc, l'Égypte et une base américaine en Afghanistan, où ils auraient été torturés (voir Mohamed et al. v. Jeppesen Dataplan, Inc. (en)).

### FBI dans la «guerre contre le terrorisme»
Quelques mois après le 11 septembre, le directeur du FBI Robert Mueller, nommé trois jours avant les attentats, appela à une réforme du mode de fonctionnement de l'agence. À la suite de ces attentats, un tiers des agents du FBI (soit plus de 1 800 personnes) ont été ré-affectées au renseignement et au contre-terrorisme. Du coup, l'agence manque de personnel pour la lutte contre la délinquance en col blanc, ayant du mal à assurer les enquêtes dans les milieux financiers à la suite de la crise des subprimes et de la crise financière de 2008.
En novembre 2003, l'administration Bush créé le Terrorist Screening Center, une agence fédérale dépendante du FBI, consacré à l'identification et au stockage des données concernant les personnes suspectées d’être terroristes par une ou plusieurs agences gouvernementales américaines, ou par des organisations alliées étrangères. L'agence, dotée d'une base de données informatisée (Terrorist Screening Database - TSDB), est chargée de centraliser les informations issues des différents organismes publics, fédéraux ou locaux. En 2005, son budget s'élevait à 30 millions de dollars, tandis que le Centre employait environ 180 agents[source insuffisante]. Le TSDB comportait des fiches sur à peu près 700 000 personnes en avril 2007, avec une progression mensuelle moyenne de 20 000 personnes fichées.
Outre la base de données TSDB, le FBI maintient une « watchlist » des personnes soupçonnées d'implication éventuelle dans le terrorisme, qui comportait 400 000 noms en septembre 2008. Selon un rapport du département de la Justice des États-Unis de mai 2009, 24 000 d'entre eux n'auraient pas dû être inscrits sur cette liste.
Le FBI reste cependant complaisant vis-à-vis des activités des groupes anticastristes présents sur le sol américain. Ces groupes étant infiltrés, le FBI est rapidement averti des actions terroristes en préparation, ce qui lui permet de les interrompre. Les terroristes arrêtés sont cependant relâchés au bout de 24 ou 48 heures. Il n’y a jamais de poursuites judiciaires.

### Administration Obama
Dès son arrivée, le président Barack Obama a rejeté l'expression controversée de « guerre contre le terrorisme ». Il a mis un terme aux « enhanced interrogation techniques », euphémisme utilisé par l'administration Bush pour désigner les interrogatoires impliquant la torture des détenus par des agents américains, et prévu la fermeture du camp de Guantánamo et des divers sites noirs de la CIA. En revanche, il a maintenu le programme de surveillance sans mandats des communications opérée par la NSA. En septembre 2009, l'arrestation de Najibullah Zazi (en), un Afghan de 24 ans doté du statut de résident permanent, marque un changement de style dans la communication de la Maison-Blanche, qui est restée relativement discrète sur le sujet,,,.
Fin mars 2009, l'administration Obama a indiqué ne plus vouloir se référer au terme de War on Terror (guerre contre le terrorisme), hérité de l'administration précédente ; au profit de la désignation de Overseas contingency operations.
En 2013, le camp de Guantánamo est resté ouvert à la suite de l'opposition du Congrès américain à sa fermeture. L'administration Obama a commencé en 2011 à interroger des terroristes importants à bord de navires de guerre de la United States Navy, cette détention en mer peut durer quelques mois avant qu'ils ne soient livré à la justice. Ils sont interrogés par la High-Value Detainee Interrogation Group créé en 2009 et composé de membres des services de renseignement, des forces armées et du département de la Justice.

## Conséquences dans le monde

### Bilan du terrorisme
Selon les statistiques recueillies par le Centre national du contreterrorisme des États-Unis (NCTC), il y a eu 14 506 attentats terroristes dans le monde en 2007 et 11 770 en 2008. Le nombre de décès causés par des attaques terroristes en 2007 était de 15 765 dont 33 citoyens américains et en 2008 de 22 508 morts dont 19 américains (Ces chiffres ne prennent pas en compte les pertes militaires américaines).
Un centre de l’OTAN compte en 2010 10 337 actes terroristes, en 2011 12 122 actes terroristes dans 96 pays. Le bilan pour 2011 est de 17 403 morts, 25 700 blessés et de 2 059 personnes enlevées.

### Bilan de la guerre au terrorisme
Selon le directeur de recherche à l'IRIS, interviewé par Atlantico en 2016, donc 15 ans après les attentats à New-York, la guerre au terrorisme a été un échec, créant même plus de terroristes qu'elle n'en a éliminés. Il déclare par exemple qu'Al-Qaïda n'a pas disparu, malgré la mort de ben Laden, et que de nouveaux groupes terroristes sont apparus : Daech, AQMI, AQPA, Front al-Nosra, etc. Il affirme par ailleurs qu'il existe des études montrant « qu'il n'y a quasiment aucun cas où le terrorisme a été vaincu par des méthodes uniquement militaires ».
Pour Alia Al Jiboury, du site irenees.net, il semble que la guerre au terrorisme ne peut aboutir, pour la simple raison que les terroristes ne peuvent affronter directement les armées américaines, trop puissantes, et sont donc contraintes à des modes d'intervention asymétriques. De plus, selon elle, cette guerre au terrorisme va même accroître le désir de revanche de certains « groupes victimes » et étendre ce type de moyen d'action à des acteurs pour le moment non concernés. Pour elle, l'exemple le plus probant de l'échec de la guerre au terrorisme est la guerre américaine en Irak, déclenchée notamment pour les liens supposés entre Irak et terrorisme. Le résultat de cette guerre est, selon elle, que l'Irak « qui avait été préservée de l’implantation de groupes islamistes trans-étatiques de type mafieux est aujourd’hui le terrain mondial de prédilection des actes de violences terroristes ».
Pour Le Monde diplomatique, cette guerre au terrorisme a été un « désastre ».
L'universitaire Gilles Andreani estime que dans un premier temps, la guerre au terrorisme a été un succès, avec un affaiblissement indiscutable d'Al-Quaïda notamment grâce l'intervention américaine en Afghanistan. Néanmoins, le succès de la guerre au terrorisme est selon lui « incertain et coûteux », et difficile à mesurer dans la mesure où certaines actions, comme la guerre en Irak, ne sont pas forcément à classer dans la lutte contre le terrorisme : certains observateurs « en doutent et estiment même qu’[elles] ont pu contribuer à aggraver le problème ». De plus, le fait que, par exemple, il n'y a pas eu de nouveaux attentats comme ceux du 11 septembre, n'est pas forcément imputable à la lutte directe contre les terroristes, mais peut-être une conséquence des mesures préventives prises dans le transport aérien. Par ailleurs, il estime malaisé d'établir un rapport entre la guerre d’Irak de 2003 ou bien la poursuite de la guerre en Afghanistan après l'exil d'Oussama Ben Laden et ses complices et « les résultats somme toute positifs obtenus au niveau global dans la répression du terrorisme ». Il affirme de plus que ces résultats, par exemple des attentats déjoués grâce aux renseignements obtenus sous la torture, ne sont pas analysables car les documents, à supposer qu'ils existent, ne sont pas publiés.
Pour l'universitaire Mathieu Guidère, la guerre au terrorisme a effectivement permis un affaiblissement très important du point de vue militaire d'« Al-Qaïda central », le noyau formé par Ben Laden en Afghanistan et au Pakistan, celui-ci n'étant donc « plus véritablement une menace ». Mais, selon lui, ce « n'est pas le cas de ses trois branches officielles – Irak, Yémen, Maghreb », ce qui lui fait dire que, schématiquement, « les Américains ont, avec la guerre contre le terrorisme, affaibli le centre mais ils ont renforcé la périphérie ».

### Coopération internationale renforcée
Le Conseil de sécurité des Nations unies renforce la coordination entre les trois Comités créés pour lutter contre le terrorisme et chargés de surveiller l’application de ses résolutions par les États membres. Les trois comités concernés sont : le Comité des sanctions contre Al-Qaïda et les Taliban (créé par la résolution 1267 en 1999 appelé aussi Comité 1267), le Comité contre le terrorisme (créé par la résolution 1373 en 2001), et le Comité sur la non-prolifération des armes de destruction massive (créé par la résolution 1540 en 2004). La résolution 1624 en 2005 ouvrent la voie à l’adoption de mesures anti-terroristes au niveau mondial.
Plusieurs accords ont lieu entre États pour lutter contre le terrorisme et renforcer les textes existants tel la convention interaméricaine contre le terrorisme signée le 3 juin 2002 par les 34 États de l’Organisation des États américains et la Convention européenne pour la prévention du terrorisme du Conseil de l'Europe signée en 2005 et entrée en vigueur le 1er juin 2007.
En 2005, Interpol crée la Notice spéciale Interpol – Conseil de sécurité des Nations unies concernant des personnes associées à Al-Qaïda et aux Taliban qui figurent sur la liste du Comité 1267 du Conseil de sécurité des Nations unies et font l’objet de sanctions telles que le gel de leurs avoirs, une interdiction de voyager et un embargo sur les armes.
Les services de sécurité américains multiplient les contacts et les centres de coordination de lutte antiterroriste avec leurs homologues à travers le monde tel l’Alliance Base à Paris.

### Autres États appliquant cette doctrine
D’autres États ont déclaré que leurs propres actions relevaient de la guerre contre le terrorisme.

#### République populaire de Chine
Le gouvernement de Pékin a engagé une politique de répression et de discrimination à l’encontre des populations ouïgoures musulmanes de l’Ouest de la Chine. Pékin a réprimé plusieurs émeutes dans la province à majorité musulmane du Xinjiang. Plusieurs meneurs séparatistes ouïgours ont été exécutés dans les années 1990 et au début des années 2000. Après les attentats du 11 septembre 2001, 22 Ouïgours ont été arrêtés par les Américains dans les camps de ben Laden en Afghanistan. Ils ont été envoyés sur la base américaine de Guantánamo, avant d'être finalement tous innocentés, le processus de blanchiment ayant pris 12 ans pour les trois derniers. Washington a refusé de les rendre à la république populaire de Chine, estimant qu'ils risquaient d'y être persécutés. Selon Le Monde, fin 2013 et début 2014, des attentats ouïgours « spectaculaires », font entrer la Chine dans « l'ère du terrorisme de masse », et montrent les failles de son système de surveillance. Mais, même si la menace est réelle, la Chine fait, selon Le Monde, une utilisation exagérée de l'étiquette du « terrorisme », qui peut correspondre en réalité à des manifestations de protestation face « aux décisions les plus dictatoriales », cette région chinoise ne bénéficiant pas, contrairement à d'autres, de certains contrepoids citoyens comme l'Internet.

#### Russie (Tchétchénie)
La guerre contre le terrorisme de George W. Bush renforce le gouvernement russe dans la seconde guerre de Tchétchénie. Entraînés dans les camps existants en Tchétchénie et en Afghanistan dans les années 1990, et financés par les capitaux terroristes internationaux, de nombreux groupes djihadistes tchétchènes ont eu régulièrement recours aux actes terroristes dans le cadre de leur lutte armée contre la domination russe.
Les autorités russes affirment disposer de preuves de liens des groupes djihadistes tchétchènes (surtout de ceux de l’émir Al-Khattab ou de Chamil Bassaïev) avec des réseaux terroristes étrangers, notamment Al-Qaïda. Le Rapport d’information de la Commission des affaires étrangères de l’Assemblée nationale française sur la coopération internationale pour lutter contre le terrorisme affirme également qu’« en termes de formation des terroristes, à l’abri du sanctuaire afghan, s’est développée une nébuleuse (Al-Qaïda) avec des relais dans le monde entier (Algérie, Tchétchénie, Balkans…). Vers ce sanctuaire ont convergé des centaines de djihadistes. Ainsi, pendant cinq à sept ans, des centaines de combattants ont été formés dans les camps afghans, avant de retourner en Europe, aux États-Unis ou dans leurs pays d’origine où ils avaient à la fois la légitimité et la compétence pour diriger des cellules terroristes, n’ayant d’ailleurs plus nécessairement de liens directs avec Al-Qaïda. »
L’Assemblée parlementaire du Conseil de l'Europe affirme que dans le cadre de la lutte contre le terrorisme, devenue une importante priorité internationale, il est constaté qu'une concordance de vues entre les États-Unis d’une part, et la Russie et la Géorgie d’autre part, sur la lutte contre les combattants tchétchènes et leurs alliés mercenaires, dits « les arabes du Pankissi », cachés de l’autre côté de la frontière russe et soupçonnés d’être liés au réseau Al-Qaïda. En octobre 2002, le parquet de Paris ouvrit une instruction sur la préparation d’un attentat contre l’ambassade russe dans la capitale française. Cette enquête a été présentée par les médias sous le nom générique de l’« affaire des filières tchétchènes ». En effet, le dénominateur commun des présumés terroristes consistait dans le fait qu’ils étaient tous passés par la Tchétchénie, en 1999-2000 et étaient liés à l’imam Benchelali, lui-même proche des combattants d’Al-Qaïda.
Selon la déclaration le chef du FSB russe, Nikolaï Patrouchev, en novembre 2005 fut « liquidé » en Tchétchénie le représentant d’Al-Qaïda pour le Caucase du Nord, le cheïkh Abou Omar as-Seif, le grand trésorier des combattants indépendantistes. Selon les documents saisis par les forces spéciales russes, il aurait été désigné pour développer les stratégies d’implantation de l’« Internationale verte » fondamentaliste dans le Caucase par ben Laden en personne, dix ans auparavant.

#### Israël
Israël mène depuis longtemps une politique armée controversée contre les mouvements Hamas et Hezbollah.

#### France
L'expression de « guerre contre le terrorisme » est employée pour la première fois par le président François Mitterrand le 17 août 1982, peu avant son intervention télévisée à la suite de l'attentat de la rue des Rosiers, dans le cadre d'une réunion à l’Élysée avec ses collaborateurs, des patrons des services de police et la DGSE. Le terme est par la suite largement employé par le président François Hollande et les autorités françaises lors de l'opération Serval au Mali, et fait l'objet de débats,,. C'est ce même terme qui est employé par le Premier ministre Manuel Valls le mardi 13 janvier 2015 à la tribune de l'Assemblée nationale, juste après les attentats de janvier 2015, et qui motive la loi relative au renseignement promulguée le 24 juillet 2015.

## Débats

### Controverses
Des auteurs très critiques à l’égard de la politique étrangère des États-Unis, mais ne représentant pas l'opinion majoritaire, comme Noam Chomsky, affirment que les Américains pratiquent eux-mêmes le terrorisme à l’échelle internationale. Noam Chomsky donne pour exemple le cas de la condamnation des États-Unis par la Cour internationale de justice pour « usage illicite de la force » contre le Nicaragua. Pour Noam Chomsky, cet « usage illicite de la force » est un autre nom pour « terrorisme international ». Les États-Unis ont rejeté le jugement et annoncé qu'ils n'accepteraient plus désormais la compétence de la cour. « On ne saurait oublier que si les États-Unis condamnent [après le 11 septembre] le terrorisme d’État, c’est après l’avoir appuyé en Indonésie, au Cambodge, en Iran ou en Afrique du Sud » déclare de son côté l’historien Jean-Michel Lacroix.
Selon RFI, l'administration Obama a fait usage de frappes par drones qui ont tué de nombreux dirigeants islamistes, mais « cette nouvelle forme de la guerre antiterroriste fait surtout de nombreuses victimes civiles et suscite de vives critiques dans le monde entier ». Néanmoins, selon Philip Alston, rapporteur spécial des Nations unies de 2004 à 2010 sur les exécutions extrajudiciaires, sommaires ou arbitraires, il est presque impossible d'enquêter sur les attaques de drones, les autorités américaines ne divulguant aucune information sur le sujet.
De plus pour le politologue Jean-Baptiste Jeangène Vilmer, directeur de l'Institut de recherche stratégique de l'École militaire en France : « l’utilisation des drones armés est un moindre mal, c’est-à-dire qu’il est préférable à ses alternatives [...]. Une certaine critique des drones, comme celle de Grégoire Chamayou, s’abstrait du contexte en dénonçant les dommages causés par les drones. Mais par quoi seraient-ils remplacés ? La plupart du temps, les avions habités ne présentent pas les mêmes garanties de précision et de discrimination. Par sa permanence, le drone armé permet le choix du moment et le choix du lieu. Il n’a pas que des avantages opérationnels : il y a aussi un argument humanitaire [...] c’est une démarche qui vise à éviter les dommages collatéraux - ce qui ne signifie pas qu’elle y parvient toujours. ».
Un rapport publié par l'IPPNW, une association de médecins lauréate du prix Nobel de la paix, comptabilise le nombre de civils ayant péri lors du combat mené par les États-Unis et leurs alliés contre « la terreur» : un million d'Irakiens, 220 000 Afghans et 80 000 Pakistanais. Ces chiffres incluent les morts causées par les massacres entre chiites et sunnites, en germe avant l'intervention américaine. De plus, ces chiffres ne sont pas corroborés par l’une des références en la matière, l’Iraq Body Count, qui comptabilise les morts civils confirmés par au moins deux sources journalistiques, et indique pour l'Irak un nombre de 100 000 morts. Ils sont néanmoins dans la tendance donnée par la revue médicale The Lancet : 655 000 morts irakiens entre 2003 et 2006. Selon l’ex-coordinateur humanitaire pour l’ONU en Irak Hans von Sponeck, la comptabilité des civils décédés a été volontairement ignorée par les forces occidentales, car elle pouvait remettre en question la légitimité de la guerre au terrorisme. En outre, d'après L'Humanité, si l'on rajoute au décompte de ce rapport de l'IPPNW le nombre de morts dus à la première guerre en Irak (200 000) et ceux de l'embargo imposé par les États-Unis à l'Irak (entre 500 000 et 1,7 million de morts), le total avoisine les 3 millions.

### Une expression contestée
L’expression « guerre contre le terrorisme » peut être considérée comme un jeu de mots sur le sens du mot guerre, qui est pris ici à mi-chemin entre son sens figuré (comme dans guerre contre l’illettrisme) et son sens propre. Le ministre français Dominique de Villepin a récusé cette appellation en septembre 2004 : selon lui, le mot de guerre s’applique à un contexte précis, qui est celui où deux entités d’existence internationale reconnues se battent dans le respect de règles établies, respect dont ils devront répondre à la fin de la guerre (voir Tribunal de Nuremberg, Tribunal pénal international). Cette extension de sens galvauderait le mot. Il n’y voit pas non plus de simple maintien de l’ordre face à de la délinquance ou du crime organisé, mais bien un phénomène spécifique (ennemi non défini géographiquement), et qui a besoin pour cette raison de garder une désignation spécifique.
En 2006, Terry Jones publie Ma guerre contre la guerre au terrorisme, recueil de textes où il critique le détournement syntaxique et sémantique de l’expression et où il développe un ensemble d’argument pour démontrer l’absurdité de cette « non-guerre ».
Selon Jean-Pierre Steinhofer (en), l'utilisation de cette expression fausse les raisonnements : « Le problème de cette conception stratégique occidentale est qu’elle repose sur une aberration intellectuelle. Car le terrorisme n’est pas un ennemi, c’est une méthode de combat. » À noter néanmoins que, si l'administration Obama a renoncé à l'expression « guerre au terrorisme », elle parle de « guerre à Al-Qaïda » dans « Stratégie nationale de contre-terrorisme » de juin 2011.
Pour l’académicien français Jean-François Revel, il s'agit bien d'une guerre d’un genre nouveau :
« Mais ce sont là pourtant des guerres, puisque nous avons affaire à des actions coordonnées par une organisation au service d’objectifs politiques précis et qui paraissent tels à ceux qui les poursuivent. »

## Divers
L’Organisation de coopération de Shanghai (OCS), regroupant la Russie, la Chine et les nations d’Asie centrale se sont associés contre le terrorisme, le séparatisme et l’extrémisme avec la Convention pour la lutte contre le terrorisme, le séparatisme et l'extrémisme conclu le 15 juin 2001 à Shanghai.

#### Ouvrages
- (fr) Giulietto Chiesa (trad. de l'italien par Delphine Chevalier), Guerre et mensonge : Terrorisme d'État américain [« La guerra come menzogna »], Genève, Timéli, 2004, 48 p. (ISBN 2-940342-07-5 et 978-2-940342-07-5, OCLC 70812239).
- (en) Joseph G. Peschek (en) (dir.), New Political Science, Carfax Publishing Taylor & Francis, vol. 26, no 3 « The Politics of Empire: War, Terror and Hegemony », 2004.
- (fr) François-Bernard Huyghe, Quatrième guerre mondiale : Faire mourir et faire croire, Monaco, Éditions du Rocher, coll. « Art de la guerre », 1er avril 2004, 236 p. (ISBN 2-268-05046-7 et 978-2-268-05046-1, OCLC 56769046).
- (en) (en) Richard Miniter (en), Shadow War : The Untold Story of How Bush Is Winning the War on Terror, Regnery Publishing, 15 septembre 2004, 248 p. (ISBN 0-89526-052-2 et 978-0-89526-052-9, OCLC 56370472).
- (fr) Terry Jones (trad. de l'anglais par Marie-Blanche et Damien-Guillaume Audollent), Ma guerre contre la guerre au terrorisme [« Terry Jones's War on the War on Terror »], Paris, Flammarion, 10 mars 2006, 229 p. (ISBN 2082105628, OCLC 1280763048)
- (en) (en) Larry Schweikart (en), America's Victories : Why the U.S. Wins Wars and Will Win the War on Terror, New York, Sentinel, 18 mai 2006, 324 p. (ISBN 1-59523-021-1, 978-1-59523-021-8 et 978-1-59523-038-6, OCLC 62766140).
- Michael Welch, Scapegoats of September 11th : Hate Crimes & State Crimes in the War on Terror, New Brunswick, Rutgers University Press, 9 novembre 2006, 222 p. (ISBN 978-0-8135-4139-6, 0-8135-4139-5 et 9786611151348, OCLC 191681851).
- (en) Gail M. Presbey, Philosophical perspectives on the "War on Terrorism", Rodopi, coll. « Philosophy of Peace / Value Inquiry Book Series » (no 188), 31 mars 2007, 490 p. (ISBN 978-1-4356-1451-2, 1-4356-1451-8 et 90-420-2196-9, OCLC 184906499).
- (fr) Colombe Camus (préf. Pascal Boniface), La guerre contre le terrorisme : Dérives sécuritaires et dilemme démocratique, Paris, Le Félin, coll. « Échéances », 26 octobre 2007, 151 p. (ISBN 978-2-86645-660-3 et 2-86645-660-2, OCLC 239655605).
- (en) Avery Plaw, Targeting Terrorists : A License to Kill?, Ashgate Publishing (en), coll. « Ethics and Global Politics », 19 septembre 2008, 294 p. (ISBN 978-0-7546-9282-9 et 0-7546-9282-5, OCLC 506070728)
- (fr) Georges Moréas, Dans les coulisses de la lutte antiterroriste : De la rue des Rosiers à l'état d'urgence, Paris, First, 24 mars 2016 (ISBN 978-2-7540-8188-7 et 2-7540-8188-7, OCLC 945682814)
- (fr) Marc Hecker et Élie Tenenbaum, La Guerre de vingt ans : Djihadisme et contre-terrorisme au XXIe siècle, Paris, Robert Laffont, coll. « Arion », 25 août 2022, 2e éd. (1re éd. 2021), 461 p. (ISBN 978-2-221-26419-5, OCLC 1347231434)

#### Articles
- (fr) Didier Bigo, « La voie militaire de la "guerre au terrorisme" et ses enjeux », Cultures et Conflits, no 44,‎ 1er décembre 2001, p. 5–18 (ISSN 1157-996X et 1777-5345, DOI 10.4000/conflits.730, lire en ligne).
- (fr) Marc Hecker, Du bon usage de la terreur, Institut français des relations internationales, coll. « Focus stratégique » (no 6), avril 2008, 31 p. (ISBN 978-2-86592-297-0, lire en ligne [PDF]).